# École normale supérieure de Lyon
Pour les articles homonymes, voir École normale supérieure (France).
L'École normale supérieure de Lyon (ou ENS de Lyon) est une grande école scientifique et littéraire française, l'une des quatre écoles normales supérieures.
Elle forme à l'enseignement et à la recherche dans le domaine des sciences fondamentales et expérimentales ainsi que dans celui des lettres et sciences humaines. Originellement créée pour former exclusivement ses élèves-fonctionnaires ou normaliens, recrutés sur concours, l'ENS forme aujourd'hui[Quand ?] également des étudiants-normaliens non rémunérés, des auditeurs et des étudiants étrangers. L'École accueille environ 2 200 étudiants, 1 000 chercheurs, et un nombre important de laboratoires et de centres de recherches, répartis en douze départements. Référence dans l'enseignement supérieur français, elle est un centre de recherche important, et l'un des centres essentiels de formation des chercheurs français depuis le XIXe siècle, notamment, par son histoire, dans les domaines de la pédagogie et de l'éducation.
Dérivée des anciennes écoles normales supérieures de Fontenay-aux-Roses et de Saint-Cloud, fondées respectivement en 1880 et 1882, elle est le fruit d'une décentralisation et d'une réorganisation de celles-ci entre 1987 et 2010, année de l'unification des départements transférés. Elle inclut l'Institut français de l'éducation (ancien INRP), et est située sur le campus urbain de Gerland, à Lyon. L'ENS de Lyon fait partie de l'Université de Lyon.

## Histoire
L'École normale supérieure de Lyon provient de la réorganisation, entre 1981 et 1987, des anciennes Écoles normales supérieures de Saint-Cloud pour les garçons et de Fontenay-aux-Roses pour les filles. Ces écoles ont été instituées par Jules Ferry par les décrets du 13 juillet 1880 (Fontenay-aux-Roses) et du 22 décembre 1882 (Saint-Cloud). Elles avaient pour mission, jusqu'en 1945, de former les professeurs des écoles normales d'instituteurs et des écoles primaires supérieures, ainsi que les inspecteurs de l'enseignement primaire. Après-guerre, ces établissements ont perdu leur fonction initiale, pour préparer leurs élèves à l'agrégation et se tourner vers la recherche scientifique.
Il s'agissait, à leur fondation, d'institutions atypiques, destinées à répondre à l'ENS Ulm, jugée trop peu démocratique et trop élitiste par les républicains en même temps qu'à se placer au sommet de la hiérarchie du système éducatif créé par les lois Jules Ferry. Dès lors, la position de l'ENS de Saint-Cloud a été, jusqu'à la Seconde Guerre mondiale, en décalage vis-à-vis du système universitaire et en particulier de la rue d'Ulm ; étant bien moins un établissement de recherche que « l'État-major des hussards noirs », selon la formule de Jean-Noël Luc.

### 1880-1918: Saint-Cloud et Fontenay-aux-Roses, «État-major des hussards noirs»[2]

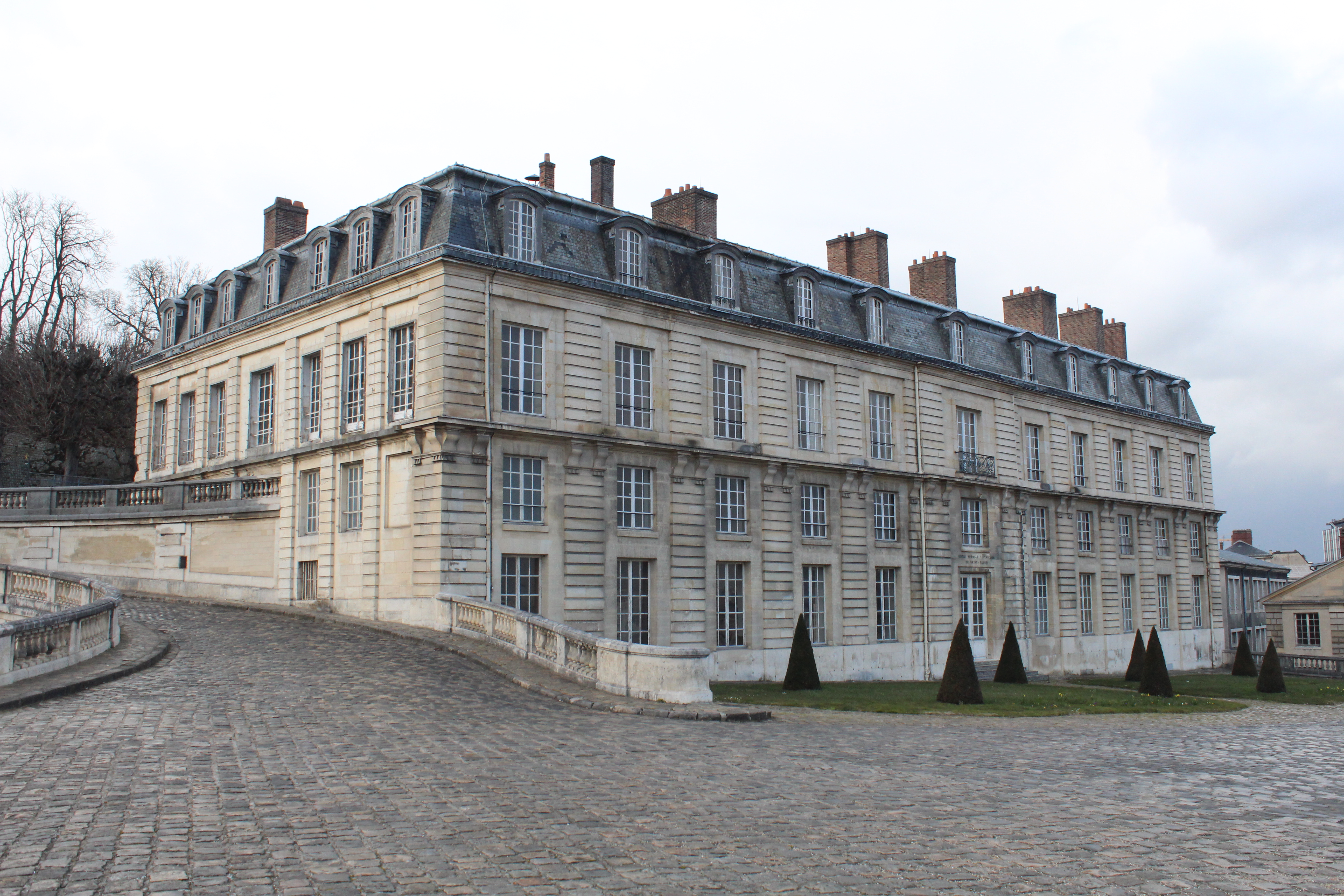
Le pavillon de Valois de l'ancien château de Saint-Cloud accueille de 1882 à 1987 l'ENS.

Si l'ENS Ulm formait au début du XIXe siècle des professeurs de lycée et d'université, la profonde transformation du système éducatif qui suit la défaite de 1870, perçue comme une marque de la faiblesse de l'instruction populaire, bouleverse cette hiérarchie. Avec les victoires républicaines des élections de 1877 et de 1879, la formation et le recrutement des professeurs est profondément remanié, aux dépens du clergé. Dès 1879 sont réformées les écoles normales (EN), de filles et de garçons, qui deviennent laïques et obligatoires[Quoi ?] dans le chef-lieu de chaque département, tandis que leurs programmes sont définis précisément. Pour clé de voute de ce système institutionnel, Jules Ferry crée les ENS de Fontenay et de Saint-Cloud, qui forment les professeurs d'écoles normales et d'écoles primaires supérieures, en même temps qu'elles incarnent le sommet de la promotion sociale par l'instruction, puisqu'elles recrutent les meilleurs des élèves-maîtres, des écoles normales de tous les départements, par opposition à la rue d'Ulm, qui s'adresse aux élèves, essentiellement issus de familles très aisées, des classes préparatoires parisiennes. Saint-Cloud forme des instituteurs d'instituteurs, quand Ulm forme des professeurs de lycée, structure encore assez rare. Les deux ENS dites « primaires » bénéficient par conséquent d'une image très démocratique, et sont vues comme « l'œuvre la plus féconde de Jules Ferry ».
L'ENS de Fontenay investit l'ancienne demeure de Madame Tallien (48° 47′ 21″ N 2° 17′ 34″ E) tandis qu'à Saint-Cloud, l'École s'installe dans le parc, dans le « Pavillon de Valois », dépendance de l'ancien château (48° 50′ 20″ N 2° 13′ 06″ E). Le choix de ces lieux est symbolique autant que pragmatique ; il s'agit à la fois d'accueillir les « enfants du peuple […] dans le palais des Rois pour recevoir une éducation princière » et de les éloigner de Paris et de ses divertissements. À Saint-Cloud, la discipline se veut en effet plus stricte qu'à l'ENS Ulm ; les locaux, si somptueux soient-ils, conservent un aménagement spartiate jusqu'en 1906. Les élèves, internes pour la plupart, sont soumis à un train de vie rigoureux ; lever à cinq heures, instruction en vase clos, sans accès aux cours des universités ; séjours à Paris rarement accordés. Ce cadre et cette discipline particulière font naître un « esprit de Saint-Cloud » ; ces instituteurs-élèves qui partagent le métier, l'origine sociale et provinciale le plus souvent, la promotion sociale d'un concours très sélectif, et, pragmatiquement, l'isolement de l'École, se retrouvent autour de pratiques et d'idées communes : le militantisme pédagogique, un républicanisme et un laïcisme intransigeants, des rivalités avec les élèves de la rue d'Ulm vus comme coupés du peuple et faisant parfois figure de dilettantes. Plus pragmatiquement, le repos du dimanche après-midi est l'occasion de fréquenter (amoureusement) les jeunes filles de l'ENS de Sèvres, de l'autre côté du parc de Saint-Cloud. De nombreux normaliens de Saint-Cloud ont ainsi rencontré dans les jardins de Le Nôtre leur épouse, à l'image de Jean Sarrailh.
L'origine sociale des élèves se voulait donc toute autre que celle des élèves de la rue d'Ulm. La majorité des Cloutiers, jusque dans les années 1920, sont déjà instituteurs, ou élèves-maîtres d'une école normale. Il s'agit le plus souvent des meilleurs élèves des écoles normales primaires de tous les départements, qui préparent seuls, durant leur quatrième année d'école normale ou leur première année de fonction, le concours très sélectif de Saint-Cloud et de Fontenay-aux-Roses. Ce recrutement rigoureux s'élargit en 1895, avec l'ouverture de la première classe préparatoire à l'ENS de Saint-Cloud, au lycée Chaptal à Paris ; à l'image des lycées Louis-Le-Grand et Henri IV qui préparent à Ulm. Cela a pour effet de faire venir des élèves non-instituteurs, qui deviendront de plus en plus nombreux jusqu'à la Seconde Guerre mondiale, et se tourneront de plus en plus vers la recherche. L'École normale de Versailles devient aussi, dans les années 1900, la plus importante préparation à l'ENS. L'établissement de Saint-Cloud est partagé entre scientifiques et littéraires, et se distingue par des profils sociologiques originaux pour une grande école. La part de Parisiens dans l'effectif des élèves ne dépasse pas 8 % avant 1919, et les départements sont plus ou moins équitablement représentés. Formant des enseignants au sommet de la hiérarchie éducative de la Troisième République, les ENS « primaires » sont aussi conçues comme l'image même de la promotion sociale par l'instruction, le principe étant que n'importe quel jeune provincial, nonobstant son origine sociale, puisse passer de l'école de son village à l'école normale de son département, et de là à l'ENS de Saint-Cloud ou de Fontenay. Celles-ci apparaissent donc comme les « école[s] du peuple ». Les fils de classes aisées (cadres moyens ou supérieurs) forment jusqu'en 1914 moins de 2 % des élèves, tandis que les fils d'artisans, de commerçants, d'agriculteurs, et surtout d'instituteurs sont surreprésentés. Entre 1882 et 1913, 23 % des normaliens de Saint-Cloud sont fils d'agriculteurs, 19 % d'instituteurs, 35 % d'artisans, 0,4 % de professions libérales. La bourgeoisie répugne en effet à faire de leurs enfants des instituteurs ou des professeurs, professions mal rémunérées.

### 1918-1945: une école en mutation
Durant l'entre-deux-guerres, les ENS de Fontenay et de Saint-Cloud vivent, en quelque sorte, une crise d'identité ; en conservant leur rôle de haut-lieu de l'instruction publique, elles voient leur statut devenir plus ambigu ; leurs élèves venant beaucoup plus souvent de classes préparatoires et de milieux aisés, et s'orientant de plus en plus vers le professorat ou la recherche.
La Première Guerre mondiale a de lourdes conséquences sur le fonctionnement de l'ENS de Saint-Cloud, à l'image de ce qu'a subi Ulm ou l'École polytechnique. Les promotions les plus jeunes (1911, 1912 et 1913) sont particulièrement meurtries, et l'ENS de Saint-Cloud ferme complètement ses portes entre 1914 et 1918. Près du tiers des promotions 1900-1914 disparaît lors du conflit, à l'image de Jules Leroux ou d'Albert Thierry,. Un monument aux morts est dressé par l'Amicale des Anciens élèves ; il a depuis été transféré, en 2010, dans le hall du campus Descartes des bâtiments lyonnais.
Cette période d'inactivité met à mal la prééminence de ces établissements dans le système éducatif. Les réformes des années 1920 se font à l'aune du constat qu'a été celui de la mobilisation générale de 1914, celui du gouffre séparant l'instruction bourgeoise, celle des lycées, et l'instruction populaire, souvent trop faible. Le principe des écoles normales, et des écoles primaires supérieures est critiqué, notamment par Ferdinand Buisson, et celui, démocratique, de l'école unique, du lycée ouvert à tous, s'impose. Le mouvement des Compagnons de l'Université Nouvelle, dans son programme de réforme de 1918-1919, envisage même la fermeture des ENS de Saint-Cloud et de Fontenay en même temps que celles des écoles normales et des écoles primaires supérieures. Si cette fermeture ne sera pas envisagée sérieusement, le rôle des Cloutiers est ébranlé ; dans un système dominé par le lycée et le baccalauréat et excluant les écoles primaires supérieures, le besoin de former des professeurs pour celles-ci n'est pas évident. La place des ENS est alors remise en cause ; au lieu de former des « éducateurs du peuple », elles se mettent à former des inspecteurs primaires et des directeurs d'écoles normales. Une série de décrets-lois dans les années 1930 réduit encore leur rôle, et ne sont suspendues que par l'action de Jean Zay et du Front populaire.
Les élèves des ENS souffrent aussi d'un problème d'identité. Le recrutement, élargi peu avant le premier conflit mondial, éloigne quelque peu Saint-Cloud de ses origines populaires ; les élèves viennent de plus en plus de classes préparatoires, et représentent davantage qu'avant-guerre les classes aisées. De même, le flou demeurant quant à leur place véritable, elle s'ouvre sur l'Université ; dès 1909, les Cloutiers sont autorisés à suivre des cours en Sorbonne, et dans les années 1930, préparent de plus en plus l'agrégation. Saint-Cloud, en quête d'identité, suit alors de plus en plus le modèle de l'ENS Ulm.
Le régime de Vichy achève brutalement ce débat de l'école unique, en supprimant les écoles normales, le 18 septembre 1940. Les ENS de Fontenay et de Saint-Cloud, n'ayant plus de rôle véritable, sont occupées par les Allemands, les bâtiments de Saint-Cloud en partie détruits, les enseignants prisonniers. La République des professeurs a vécu. En 1942, elles deviennent toutefois brièvement Écoles nationales préparatoires à l'enseignement dans les collèges.

### 1945-1987: les ENS de Fontenay et de Saint-Cloud se tournent vers la recherche
À la Libération, les deux établissements sont symboliquement restaurés dans leurs prérogatives anciennes, mais l'unification du personnel enseignant des écoles normales et des lycées, dans le système universitaire contemporain, les obligent à changer une nouvelle fois de fonction. Ils sont ainsi pleinement intégrés dans l'enseignement supérieur, se détachant complètement de leur vocation initiale, l'enseignement primaire. Aussi reprennent-ils le modèle de la rue d'Ulm en devenant, par décret du 19 février 1945, des Écoles normales supérieures préparatoires à l'enseignement du second degré avec pour mission de former des professeurs certifiés. La Quatrième République fait donc des ENS des centres de formation supérieures aux universités pour la formation des professeurs. Elle favorise ainsi leur assimilation à l'ENS d'Ulm ; la loi du 26 août 1948 unifie le statut des quatre ENS, et la fonctionnarisation de tous les normaliens est décrétée en 1954 par les ministres André Marie et Yvon Delbos.
Si Saint-Cloud prépare officiellement ses élèves au CAEC, auquel suivra le CAPES, et, pour les élèves-inspecteurs, à l'agrégation de pédagogie, les élèves se tournent plus majoritairement vers l'agrégation, tandis que la formation des professeurs du second degré, dont le sous-nombre doit être résorbé durant l'explosion scolaire des années 1950, devient l'apanage de l'université. Les études secondaires devenant la norme, elles ne peuvent guère dépendre d'établissements aussi sélectifs. La mise en place du CAPES en novembre 1951 éloigne encore les ENS de l'enseignement secondaire ; celles-ci se tournent exclusivement vers l'agrégation. Le décret du 4 juillet 1956 ne fait qu'entériner un fait accompli ; il met en place un cursus en quatre ans, avec pour objectif essentiel la préparation de l'agrégation. Ce schéma est encore en vigueur actuellement. L'ENS de Saint-Cloud participe à la création de l'agrégation de lettres modernes en 1957, par le biais du directeur René Vettier.
Le régime de quatre ENS (Ulm, Fontenay, Saint-Cloud et Sèvres) est donc totalement unifié, toutes visant le même concours et les mêmes débouchés. Le recrutement est lui aussi unifié, Saint-Cloud et Fontenay étant désormais préparées dans toutes les classes préparatoires scientifiques ou les khâgnes, non plus dans des classes préparatoires spécifiques. Elles deviennent plus attrayantes qu'avant-guerre, attirant plus de 1000 candidats scientifiques en 1969 , pour cinquante places. Saint-Cloud devient essentiellement un centre scientifique, se dotant de laboratoires de recherche, animés notamment par Daniel Roche ou Roland Mousnier en histoire, Pierre Barbéris en littérature. Formant des chercheurs et des enseignants du supérieur, Fontenay et Saint-Cloud voit à cette période leur héritage reconnu au grand jour au travers de ses anciens élèves les plus fameux, notamment en sciences sociales (voir la rubrique Anciens élèves).
Cette nouvelle visibilité amène toutefois de nouveaux problèmes à l'école. Leurs prérogatives identiques, doublées de leur proximité géographique, stimulent une rivalité patente entre les ENS d'Ulm et de Saint-Cloud, entre Sèvres et Fontenay. Le monopole de l'élite intellectuelle à Paris, qui existait avant-guerre pour l'ENS Ulm étant caduc, les ENS se voient en compétition, ce alors que les Ulmiens sont mieux représentés dans les instances politiques, Saint-Cloud ne formant encore que peu de hauts fonctionnaires. La question du transfert de celle-ci (voir infra), fait passer le débat dans le milieu politique. Les partis de droite n'apprécient guère les sentiments politiques que l'on prête à Saint-Cloud et souhaitent l'éloigner ou la supprimer, tandis que les partis de gauche, tout en s'opposant au principe, jugé peu démocratique, des grandes écoles, défendent l'ENS de Saint-Cloud contre celle d'Ulm, en avançant la diversité sociale des élèves de la première par rapport à ceux de la seconde. La presse, en relatant, souvent de manière virulente, cette querelle, relaie cette image, plus fantasmée que réelle, d'une école démocratique, fer de lance de la promotion sociale,.
En outre, l'ensemble des ENS, dans les années 1970 et 1980, est confronté aux problèmes des débouchés de leur formation dans un contexte de restriction du nombre de postes disponibles dans l'enseignement supérieur. Saint-Cloud souffre particulièrement, ayant moins de prestige et d'appuis qu'Ulm. Le système des ENS, par nature élitiste, se découvre dans une position contradictoire, formant des cadres dans l'absence de poste à pourvoir. Vulnérable, il devient la cible des critiques les plus virulentes contre l'élitisme républicain ; Saint-Cloud épargné dans les années 1950 et 1960, doit également y faire face, dans la mesure où son recrutement populaire traditionnel tend à disparaître devant de nouveaux élèves d'origine sociale aisées. La mutation sociologique de l'école est la rançon de son succès académique ; aussi, de plus en plus de Cloutiers passent ensuite par l'ENA, à l'image de Jean-Michel Gaillard ou Éric Danon. Une solution à ces problèmes est trouvée à travers la délocalisation de l'École.

### Depuis 1987: délocalisation à Lyon et unification
Depuis 1935, année de la construction de l'autoroute de Normandie et de rénovation du Pont de Saint-Cloud, les locaux de Saint-Cloud étaient menacés de destruction pour laisser place à ces aménagements. La nouvelle vocation scientifique de l'ENS ravive les problèmes logistiques ; les laboratoires, les centres de colloques, les logements des étudiants beaucoup plus nombreux qu'avant-guerre demandent, de fait, de nouveaux bâtiments. En 1969, la décision de doubler le tunnel de l'autoroute A13, à proximité immédiate de l'École, amène brutalement le besoin d'un déménagement. Plusieurs villes sont envisagées (Orsay, Marseille, Orléans, Saint-Quentin-en-Yvelines) avant que, le 30 septembre 1975, le premier ministre Jacques Chirac annonce la délocalisation de l'École à Lyon, dans le cadre du vaste ensemble de projet relatif à l'agglomération. En 1976, la restructuration de toutes les ENS est décidée et certaines sections littéraires de l'ENSET sont déplacées à l'École normale supérieure de Fontenay-aux-Roses et à l'École normale supérieure de Saint-Cloud. Cette restructuration aboutira à la suppression de l'ENS de Sèvres en 1985, et en 1981 à la mixité des trois ENS restantes ; Fontenay-Saint-Cloud, Ulm et Cachan, qui remplace l'ENSET. Il est également décidé que la section scientifique de Saint-Cloud déménagera avant la section littéraire, qui s'installera à Fontenay-aux-Roses.
Les nouveaux locaux, qui constituent aujourd'hui[Quand ?] le campus Monod, sont construits dans le quartier populaire de Gerland, à côté de la halle Tony-Garnier, dans un souci d'équilibre urbanistique, par les architectes Philippe Dubois-Brunet et Daniel Barraud. Cette section scientifique délocalisée est renommée École normale supérieure de Lyon, et est inaugurée en 1986 par Jacques Chirac. Elle entre en fonction en 1987. Cette délocalisation ne se fait pas sans heurts ; la presse accuse les responsables politiques d'« assassiner » l'ENS de Saint-Cloud ou de simplement déménager une école élitiste sans la rendre plus accessible. De même, le personnel enseignant de l'École accepte mal ce changement ; en 1987, lorsque le choix leur est laissé de suivre l'École ou d'intégrer un autre établissement parisien, la quasi-totalité des enseignants choisit de rester en région parisienne.
La section littéraire, renommée dans les années 1980 ENS de Fontenay-Saint-Cloud, déménage, elle, en 2000. Après avoir envisagé de s'installer dans la Villa Gillet, elle s'installe à proximité de la section scientifique, dans des bâtiments créés par Henri Gaudin et un jardin de Gilles Clément. Elle prend alors le nom d'ENS-LSH (Lettres et Sciences Humaines), et pour directeur le linguiste Sylvain Auroux, puis l'historien Olivier Faron. Cette installation est l'occasion d'une restructuration du quartier de Gerland, quartier populaire et anciennement industriel, par l'arrivée de nombreux laboratoires de recherche privés, dont le laboratoire P4 Mérieux, ou le siège mondial de Sanofi Pasteur, la construction de la bibliothèque Diderot au début des années 2000, plus grande bibliothèque universitaire lyonnaise[réf. souhaitée], ou la construction de la station de métro Debourg en 2000, devant l'entrée du site Descartes.

Logo de l'Institut français de l'éducation

Les deux établissements lyonnais, l'ENS Lyon scientifique et l'ENS-LSH littéraire, fusionnent le 1er janvier 2010, le nouvel établissement unifié portant le nom d'ENS de Lyon. Les locaux sont séparés entre le campus Monod pour les scientifiques, et le campus Descartes, qui accueillent les jardins, pour les littéraires.
Jugeant que la fusion a été adoptée « à marche forcée » et que le nouvel établissement ne garantit pas la représentation démocratique des personnels, enseignants et étudiants, une intersyndicale menée par le mathématicien et juriste Claude Danthony dépose un recours contre le décret de fusion. En décembre 2011, le Conseil d'État annule la fusion – en fixant la date d'effet de cette annulation au 30 juin 2012 – en estimant que des vices de procédure dans le processus de fusion ont privé les personnels d'une garantie constitutionnelle. Il crée à cette occasion une jurisprudence célèbre du droit public,,. Un nouveau décret de fusion est publié le 8 mai 2012.
En 2010, l'Institut français de l'éducation (ancien INRP) est également délocalisé et intègre l'ENS de Lyon. Il rejoint le campus Descartes. L'ENS renoue alors avec son héritage pédagogique, qu'elle traduit aussi en accueillant d'importants centres de recherche en sciences de l'éducation. En septembre 2010 est également ouverte, au sein de l'école, une classe préparatoire à l'enseignement supérieur (CPES), destinée à faciliter l'accès aux classes préparatoires et, par extension, aux grandes écoles, aux lycéens méritants issus de milieux modestes, ou de quartiers prioritaires.
En 2013, l'ENS de Lyon est membre fondateur du réseau du Collège des Hautes études Lyon Sciences (CHELS). Aujourd'hui[Quand ?] composé de 8 membres, l'École Centrale de Lyon, Sciences Po Lyon, VetAgro Sup, le CNSMD de Lyon, Mines Saint-Étienne, l'emlyon business school et l'Université Jean Moulin Lyon 3, le CHELS conjugue les compétences des établissements pour offrir aux étudiants des atouts supplémentaires de réussite professionnelle, dans une vision décloisonnée des disciplines. Des modules d'enseignements croisés, un cours commun dispensé par des enseignants des 8 établissements sont notamment proposés.
En mars 2021, des étudiantes se disent victimes d'agressions sexuelles et de viols sur le campus et dans les résidences universitaires. La synthèse publique du rapport du ministère de l'enseignement supérieur publiée en octobre conclut que la présidence de l'ENS de Lyon a contribué à entretenir un climat délétère en faisant preuve de « manque de cohérence dans le traitement des situations ». Une chargée de mission Égalité et lutte contre les discriminations est nommée en 2022, accompagnée d'une cellule assurant un processus de signalement et de traitement des cas efficace, accompagné de campagnes de sensibilisation et d'actions de prévention, en concertation avec les élus et élues et associations étudiantes.
En 2022, est ouvert conjointement avec le Lycée du Parc, le CPES (Cycle pluridisciplinaire d'études supérieures) Sciences et société. C'est le premier diplôme de 1er cycle proposé par l'ENS de Lyon, ouvrant sur les enjeux de compréhension du monde contemporain dans toute sa complexité et assurant une ouverture sociale importante avec un taux de boursiers de 40 %. Deux parcours, Sciences ou Économie et sociétés sont proposés.
En mai 2023, Emmanuel Trizac est nommé président de l'ENS de Lyon. Son projet d'établissement s'appuie sur les spécificités de ce dernier : formation par la recherche, recherche de très haut niveau reconnue mondialement, pour renforcer l'impact déjà largement reconnu de l'établissement en lien avec les évolutions de la société et du monde socio-économique. Une stratégie d'ouverture garantissant plus de diversité sociale et géographique dans les profils des étudiantes et étudiants, en réduisant les biais de genres dans les filières scientifiques ; d'ouverture à l'international, à l'innovation, et aux enjeux majeurs des transitions sont des priorités du mandat.

## Enseignement

### Départements
Depuis la création du nouvel établissement en 2010, l'ENS de Lyon propose des formations à la fois en sciences, en lettres et en sciences humaines.
Il existe six départements de sciences exactes et expérimentales : biologie, chimie, sciences de la terre, informatique, mathématiques et physique.
Il existe six départements en lettres et sciences humaines : éducation et humanités numériques, langues, littératures et civilisations étrangères, lettres et arts, sciences humaines, économie et sciences sociales.
Par ailleurs, le Centre de langues et le Centre des sports assurent des enseignements ouverts à tous les étudiants, quel que soit leur département d'inscription. Chacun des départements est dirigé par un directeur de département élu pour un mandat de 3 ans renouvelable, par les enseignants chercheurs, les chercheurs, les enseignants et les doctorants contractuels exerçant une charge d'enseignement de 64 heures équivalent TD minimum dans le département concerné.

### Formations
La formation normalienne est caractérisée par les points forts du diplôme de l'ENS de Lyon, qui a été formalisé à partir de 2016-2017.
Le diplôme de l'ENS de Lyon confère le grade de master. Il est le cadre commun de la scolarité, en 4 ans, fondée sur un socle disciplinaire fort et une ouverture à la pluridisciplinarité, la formation par la recherche, l'internationalisation et la personnalisation des parcours. Au-delà des enseignements de master, la formation normalienne propose des enseignements spécifiques d'initiation à la recherche (année préparatoire à la recherche, projet long de recherche en 4e année) et des modules transversaux.
Le qualificatif de normalien s'applique à tous les étudiants inscrits au diplôme de l'ENS de Lyon, normalien élève pour les admis sur concours, normalien étudiant pour les admis sur dossier.
La poursuite de la scolarité est l'inscription en doctorat pour 70 % des étudiantes et étudiants, à l'étranger pour 8 % de l'effectif. L'ENS de Lyon accueille environ 500 doctorantes et doctorants dans ses laboratoires et propose par ailleurs près de 500 contrats doctoraux spécifiques normaliens qui lui permettent d'essaimer les titulaires de son diplôme dans de nombreuses universités sur le territoire français.
En sciences, cinq voies sont possibles pour l'année de licence 3 : « biologie fondamentale », « informatique fondamentale », « mathématiques fondamentales », « sciences de la matière avec mention physique ou chimie », « sciences de la Terre et des planètes ».
En Lettres & Sciences Humaines, au vu du faible nombre d'élèves intégrant l'ENS en "carré" (après seulement 2 années de CPGE) les sections ne proposent pas de Licence, et les élèves qui intègrent à bac+2 doivent effectuer leur L3 à l'université (généralement Lyon 2 ou Lyon 3), avec dans certaines sections un complément de formation à l'ENS.
L'ENS propose également une grande variété de masters :
- 6 masters recherche en Sciences (Master Biosciences, Informatique fondamentale, Mathématiques et applications, ingénierie mathématique ou mathématiques avancée, Spécialité Physique et chimie de la Terre et des planètes et Spécialité Paléontologie, sédimentologie, paléo-environnement, Sciences de la matière Spécialité Physique ou Chimie, modélisation des systèmes complexes.)
- 36 masters recherche en Langues, Lettres, Sciences humaines et sociales.

### Admission à l'ENS

#### Normaliens-élèves
Les élèves normaliens sont recrutés par concours. Le concours est principalement destiné aux étudiants en classes préparatoires, et est composé d'une banque d'épreuves communes aux quatre ENS. En sciences, il est également possible d'intégrer l'ENS Lyon pour les étudiants issus des filières universitaires via le « second concours ». Une centaine d'élèves dits normaliens-élèves sont ainsi admis chaque année, obtenant le statut de fonctionnaire-stagiaire, et sont rémunérés durant quatre ans, avec possibilité d'un financement supplémentaire de trois ans pour les élèves décidant de faire un doctorat. Ils doivent 10 ans de service à l'État, dans le cadre d'un engagement décennal signé lors de leur entrée à l'école.
À titre d'information, les concours littéraires offraient 116 places en 2018 : 37 en « Sciences Humaines », 35 en « Lettres & Arts », 34 en « Langue vivante », 10 en « Sciences Économiques & Sociales » (Économie, Sociologie). Les concours scientifiques en accordaient 110 : 34 en « Biologie et Sciences de la Terre », 27 en « Physique et Chimie », 22 en « Informatique », 20 en « Mathématiques/Physique-Informatique » ainsi que 7 au second concours en « sciences exactes et expérimentales ».

#### Normaliens-étudiants
D'autres étudiants sont recrutés sur dossier et admis à préparer le Diplôme de l'ENS de Lyon : ils sont issus des classes préparatoires ou de l'université et sont appelés « normaliens-étudiants » (ou, historiquement, auditeurs libres). Ils suivent les mêmes cours, les mêmes travaux pratiques et reçoivent les mêmes diplômes que les normaliens-élèves. Ces « normaliens-étudiants » ne disposent pas du statut de fonctionnaires et ne sont donc pas rémunérés au titre de leurs études. Cependant, ils ne sont pas tenus à un engagement décennal.

#### Auditeurs
L'ENS accueille également des étudiants non-normaliens recrutés sur dossier et non-inscrits au diplôme de l'ENS de Lyon, des étudiants étrangers, des doctorants, ou d'autres types de profils (stagiaire en formation continue, étudiants boursier à BAC+1).

### Les cursus à l'ENS

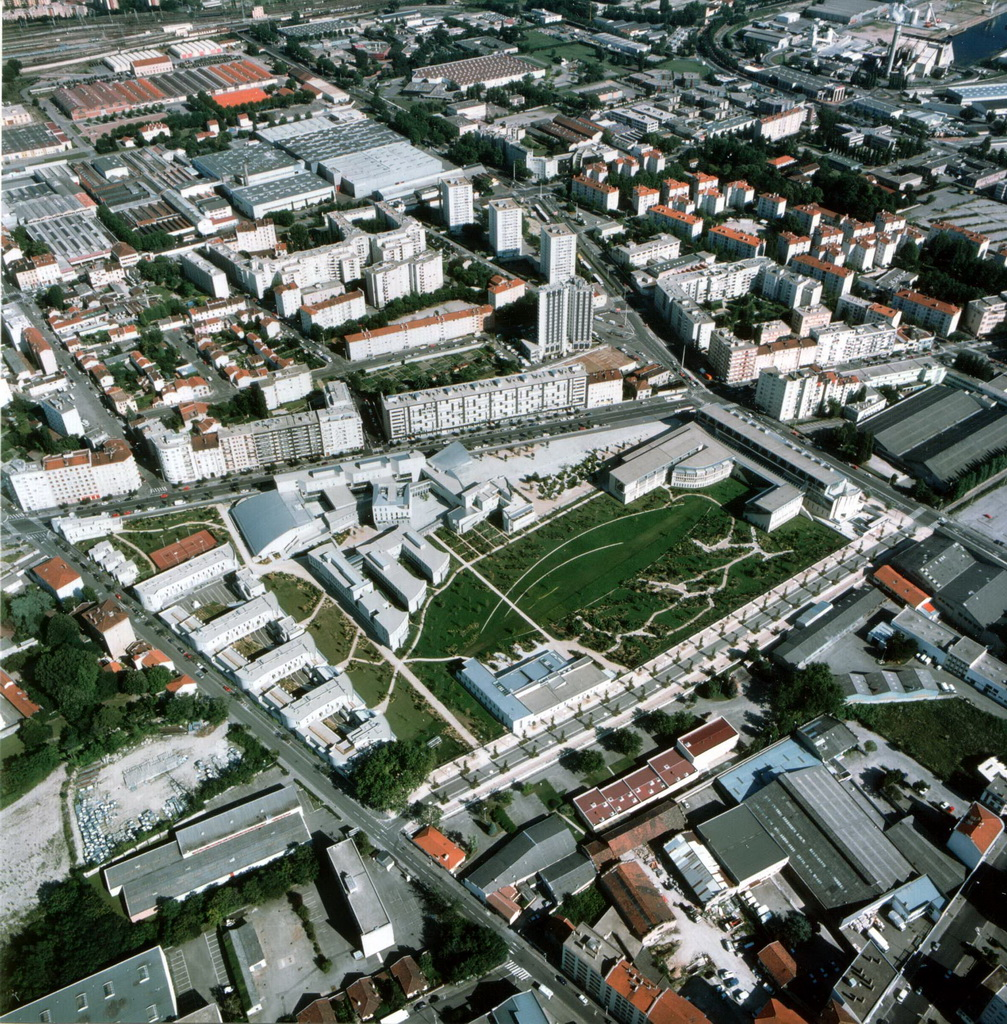
Vue aérienne du site René Descartes (campus Lettres et Sciences Humaines), 15 Parvis René Descartes.

L'ENS Lyon est habilitée à délivrer des masters, des doctorats, et le diplôme de l'école. Elle prépare en outre à de nombreux concours de l'agrégation. Seule la "moitié" scientifique de l'ENS délivre des licences (cohabilitées avec l'Université Lyon 1) : les étudiants en parcours LSH qui intègrent en carré doivent donc passer leur première année conjointement à l'ENS et à l'université pour obtenir leur licence 3.

#### Parcours d'un normalien-élève
Durant les trois premières années de leur scolarité, ces élèves suivent le parcours suivant : licence, master 1, master 2. Les étudiants intégrant l'École en « cube » (après trois années de prépa) peuvent également entrer directement en master (uniquement en parcours LSH, et à l'exception de l'histoire et de la géographie). Il est également possible de préparer l'agrégation entre le master 1 et le master 2 de recherche. À l'issue de cette année de préparation à l'agrégation, les élèves et étudiants reçoivent un master 2 « Enseignement » qui leur permet de se présenter au concours. Cependant, pour continuer dans la recherche, les élèves et étudiants doivent s'inscrire l'année suivante en master 2 recherche.

#### Parcours d'un normalien-étudiant
En sciences, ces étudiants peuvent intégrer l'ENS en 1re année et sont donc inscrits en licence 3. Ils sont issus de classes préparatoires, d'universités (étudiants provenant de licence 2), et éventuellement d'IUT ou d'universités étrangères. Certains peuvent également entrer en 2e ou 3e année : ces étudiants sont donc en master 1 ou 2, ou en préparation à l'agrégation. Ils peuvent notamment provenir d'universités, mais aussi d'écoles vétérinaires ou de cursus apparentés.
En Lettres et Sciences Humaines, ils entrent à l'ENS en 1re ou souvent en 2e année (L3 ou M1). Ils proviennent pour la plupart de classes préparatoires (après avoir cubé), et parfois d'universités françaises ou étrangères.
Durant leur 4e année, tous les normaliens peuvent suivre divers parcours : préparation à l'agrégation, année de césure (par exemple à l'étranger), préparation du projet de thèse, 1re année de thèse… Il est également possible pour eux de suivre un master dans un autre département. En effet, les changements de département sont autorisés avec l'accord des directeurs de départements.

#### Parcours d'un auditeur
Comme les normaliens, les auditeurs peuvent intégrer dès la première année, même s'il est plus fréquent que ces derniers retentent le concours ou la procédure par dossier pour être admis à préparer le diplôme. Ils peuvent donc être admis en L3, M1 ou M2. Il existe également des auditeurs qui viennent uniquement préparer l'agrégation.

### La formation de l'ENS de Lyon: une formation par la recherche
Les élèves bénéficient d'une formation à la recherche de très haut niveau, avec dans les sections scientifiques de nombreux stages en laboratoire (au moins un par an dans la plupart des formations scientifiques). Par exemple, dans le cadre d'un parcours en biologie l'étudiant effectuera :
En 1re année (licence) : 7 semaines de travaux pratiques réparties pendant l'année de cours, qui est suivie de 7 semaines de stage en laboratoire (minimum).
En 2e année et 3e année (master) : le premier semestre est dédié aux cours, les trois suivants à la recherche. Chacun des trois derniers semestres se compose d'un stage en laboratoire de 14 semaines minimum et d'une « UE Europe ». Les UE Europe sont des cycles de conférences thématiques organisées par l'ENS de Lyon, où des chercheurs français et étrangers sont invités à présenter leurs résultats.
Les élèves souhaitant continuer en Doctorat peuvent effecteur leur thèse dans l'un des laboratoires de l'ENS ou ailleurs. Les normaliens bénéficient de bourses de thèse sur « quotas normaliens », bourses ministérielles dont la délivrance est décidée par l'École, et qui ont vocation à essaimer dans toute la France : la bourse est délivrée par l'ENS, mais l'étudiant peut faire sa thèse dans n'importe quelle école doctorale française. Actuellement[Quand ?], l'ENS compte environ 400 doctorants.

### La préparation au concours national de l'agrégation externe
L'ENS de Lyon organise la préparation au concours externe de l'agrégation dans 16 disciplines :
- allemand, anglais, arabe, espagnol, italien, lettres classiques, lettres modernes, histoire, géographie, musique, philosophie, sciences économiques et sociales pour les lettres et sciences humaines ;
- mathématiques, informatique, sciences physiques avec option physique ou chimie, sciences de la vie - sciences de la Terre et de l'univers pour les sciences exactes.

D'après l'école, le taux de réussite à l'agrégation était d'environ 70 % en 2009 pour les sciences, ce qui en fait l'une des ou la meilleure préparation à l'agrégation de France.

### La préparation au concours national de l'agrégation interne
Depuis 2013, l'ENS de Lyon propose une formation à l'agrégation interne de sciences physiques. Cet enseignement est structuré dans le cadre de la formation continue.

### Le Diplôme de l'ENS de Lyon
Comme de nombreuses grandes écoles, l'ENS a créé un diplôme spécifique. Pour l'obtenir, il faut avoir acquis un master qui se prépare à l'école. Il faut en sus valider deux unités d'enseignement qui doivent être choisies dans deux domaines différents parmi :
- une formation dans une autre discipline que la discipline d'origine (au moins 20 heures),
- une formation internationale (d'au moins six semaines),
- l'exercice d'une responsabilité ou la réalisation d'un travail artistique ou de diffusion des savoirs.

Ces unités complémentaires ne doivent pas avoir été choisies parmi celles utilisées pour valider le master.
Deux inscriptions sont nécessaires pour demander à valider ce diplôme.

## Recherche
L'école abrite un grand nombre de laboratoires de recherche. L'école est aussi partenaire du laboratoire international associé SALADYN créé en 2013.

### Biologie
- Institut de Génomique Fonctionnelle de Lyon (IGFL) dirigé par François Leulier
- Laboratoire de Biologie et Modélisation de la Cellule (LBMC) dirigé par Didier Aubœuf
- Laboratoire Reproduction et Développement des Plantes (RDP) dirigé par Gwyneth Ingram
- Centre international de Recherche en infectiologie (CIRI) dirigé par François-Loic Cosset
- L'Institut de Biologie et Chimie des Protéines (IBCP) fondé par Alain-Jean Cozzone et dirigé par Gilbert Deleage se situe à côté de l'ENS. Des échanges ont lieu entre l'IBCP et l'ENS.

### Chimie
- Le Laboratoire de chimie de l'ENS de Lyon a été créé sous le nom de STIM (stéréochimie des interactions moléculaires) en 1987. Il s'appelle maintenant LCH et il est dirigé par Carine Michel depuis janvier 2024. Les recherches s'y développent autour de trois axes[58] :
  - Matériaux fonctionnels et photoniques
  - Chimie théorique
  - Chimie supramoléculaire et chimie biologique
- Le Centre européen de RMN à très hauts champs (CRMN).

### Informatique
L'École accueille le Laboratoire de l'Informatique du Parallélisme (LIP), qui est dirigé par Isabelle Guérin Lassous depuis janvier 2024 et qui s'organise autour de 8 équipes de recherche :
- Avalon : algorithmes et architecture distribuée pour les plateformes High performance computing ;
- Cash : compilation et analyse, logiciel et matériel ;
- HoWNet : réseaux sans fil ;
- MC2 : modèles de calcul, combinatoire et complexité ;
- OCKHAM : optimisation, traitement du signal, apprentissage automatique, problèmes inverses et graphes ;
- Pascaline : arithmétique des ordinateurs, calcul formel et vérification formelle ;
- Plume : programmes et preuves ;
- Roma : optimisation des ressources, modèles, algorithmes et ordonnancement.

En plus de l'ENS de Lyon, le LIP est associé au CNRS, à Inria et à l'université Claude-Bernard-Lyon-I. Il fait partie du Labex MILYON (« Mathématiques et Informatique à Lyon »).

### Mathématiques
Unité de mathématiques pures et appliquées (UMPA), créée en 1991, dirigée par Frédéric Deglise.

### Physique
Laboratoire de physique (LPENSL) dirigé par Jean-Christophe Géminard. Ce laboratoire s'intéresse à des domaines très variés de physique théorique et expérimentale, allant de la physique statistique ou non linéaire à la turbulence hydrodynamique, en incluant la physique mathématique, le traitement du signal, ou la matière molle ou condensée.

### Sciences de la Terre
Laboratoire de Géologie de Lyon, Terre, Planètes, Environnement (LGL-TPE) dirigé par Éric Debayle. L'Institut National des Sciences de l'Univers du CNRS (INSU) a décidé depuis de nombreuses années d'installer au LGL-TPE certains de ses instruments nationaux de mesure.

### Interdisciplinaire
- Institut des Systèmes Complexes Rhône-Alpes (IXXI) co-dirigé par Patrice Abry et Jean-Philippe Magué. l'IXXI héberge l'Institut Michel Serres (IMS), de recherche en écologie et développement, centré sur les thématiques de ressources et de biens communs.
- Le Centre Blaise Pascal (CBP) dirigé par Ralf Everaers.
- Le pôle scientifique de modélisation numérique (PSMN) dirigé par Hervé Gilquin.

### Sciences humaines et sociales
- Laboratoire Triangle (UMR 5206 TRIANGLE)
- Institut d'histoire des représentations et des idées dans les modernités (UMR 5317 IHRIM[62])
- Institut d'Asie orientale (IAO)
- Interactions, Corpus, Apprentissages et Représentations (ICAR-UMR 5191)
- Centre Max Weber (UMR 5283)
- Laboratoire de recherche historique Rhône-Alpes (LARHRA-UMR 5190)
- Laboratoire de l'éducation[63]
- Histoire et archéologie des mondes chrétiens et musulmans médiévaux (CIHAM)
- Groupe d'analyse et de théorie économique (GATE-UMR 5824)
- Environnement, Ville, Société (EVS)
- Institut des Sciences de l'Homme (ISH)
- Centre d'étude et de recherche sur l'occident romain (CEROR)
- Institut des langues et cultures slaves
- Institut Desanti (rattachement UMR 5317-IHRIM)
- Institut européen Est-Ouest (IEEO)
- Institut des langues anciennes
- Institut des Arts
- Séminaire interdisciplinaire de recherches sur l'Espagne médiévale (SIREM)
- Centre d'études et de recherches comparées sur la création (CERCC, Équipe d'accueil 1633)

### Institut français de l'éducation
Depuis le 18 avril 2011, les activités de l'Institut national de recherche pédagogique (INRP), à l'exception du musée national de l'éducation, sont reprises par une composante de l'ENS Lyon, l'Institut français de l'éducation (IFÉ).
La bibliothèque de l'Institut national de recherche pédagogique est intégrée à la bibliothèque du campus Diderot en 2011.

## Classement international
Les résultats du Times Higher Education 2010 classent l'ENS de Lyon (sous sa nouvelle forme) comme étant la 100e université mondiale, c'est-à-dire 3e établissement français derrière l'École polytechnique et l'ENS Ulm. Le classement World's best small universities du Times de 2016 donne le même classement français et la 5e place mondiale des universités de moins de 5 000 étudiants. Le QS World University Ranking de 2013 la place à la 156e place mondiale, devant Sciences Po ou ParisTech.
Le classement de Shanghai de 2013 ne classe quant à lui l'ENS Lyon qu'entre la 201 et la 300e place, avec l'École polytechnique. Il est cependant à noter que les critères du classement de Shanghai disqualifient les petites structures en se fondant plus sur la quantité de publications que sur la qualité des élèves, qui serait au centre de la stratégie des ENS du fait de leur mode de recrutement. Par ailleurs, le classement qu'il donne des différents établissements français est très éloigné de ceux donnés par les observateurs spécialisés de ce pays.

## Campus

### Site Monod (Sciences)
Les bâtiments du campus Monod sont situés 46 allée d'Italie, dans le quartier de Gerland. Ils ont été conçus et réalisés par les architectes Philippe Dubois-Brunet et Daniel Barraud (architectes DPLG), à l'issue d'un concours d'architecture à deux degrés en 1981 et 1982. Francis Dubus, alors directeur de l'école à Saint-Cloud, s'était particulièrement impliqué dans ce projet. Une première tranche a été inaugurée par Jacques Chirac en 1986, et l'École est entrée en fonctions en 1987.
Le site Monod accueille la bibliothèque scientifique de l'École.
Ce site est desservi par les stations de métro Debourg et Stade de Gerland – Le LOU.
Depuis février 2014, le tram T1 dessert les deux sites de l'ENS de Lyon.

### Site Descartes (Lettres et Sciences Humaines)

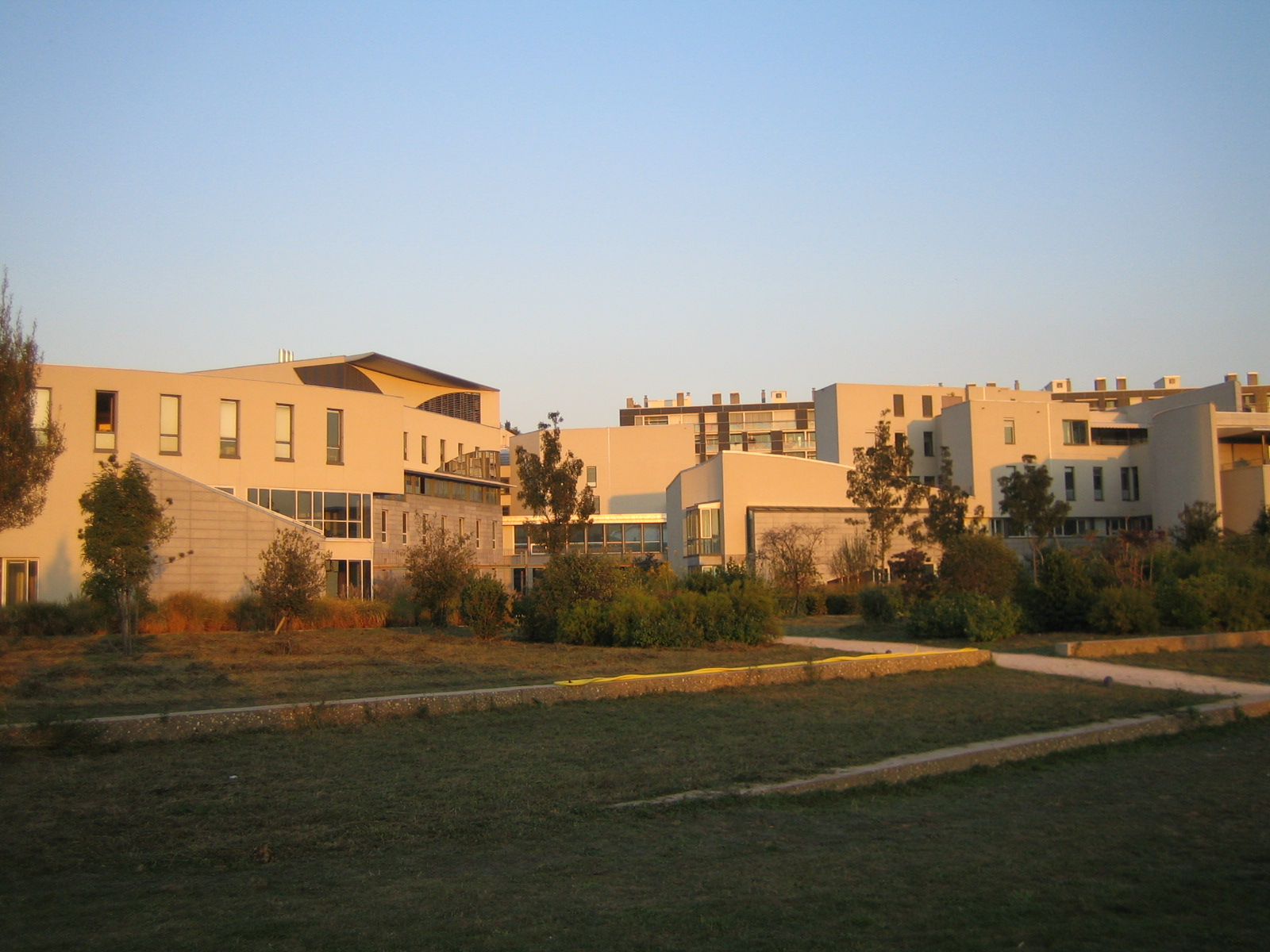
Vue d'une partie de la « prairie » du campus Descartes (Lettres et Sciences Humaines).

Les bâtiments du campus Descartes sont l'œuvre de l'architecte Henri Gaudin, son fils Bruno Gaudin étant l'auteur de la Bibliothèque Denis Diderot. Le grand jardin fut pour sa part conçu par le paysagiste et écologue Gilles Clément, pensé comme une oasis de biodiversité au milieu de la ville. Le campus, au départ « ENS LSH » (jusqu'à la refusion avec l'ENS « sciences » en 2010), est entré en fonctions en 2000. Le bâtiment formation (salle de cours, gymnase, amphithéâtre et théâtre Kantor), le bâtiment recherche (laboratoires et équipes de recherche), le bâtiment administration et le bâtiment ressources regroupant les moyens de production (studio d'enregistrement, reprographie, centre de ressources informatiques, etc.) sont tous réunis par le Forum Félix Pécaut, l'entrée magistrale de l'école par le parvis René-Descartes, pensé par l'architecte comme lieu de circulation par essence. Le Forum cristallise presque tous les éléments récurrents de l'architecture si spécifique d'Henri Gaudin. La résidence des élèves, l'hôtel des invités et les logements de fonction composent les espaces privatifs en quelque sorte de ce campus urbain.

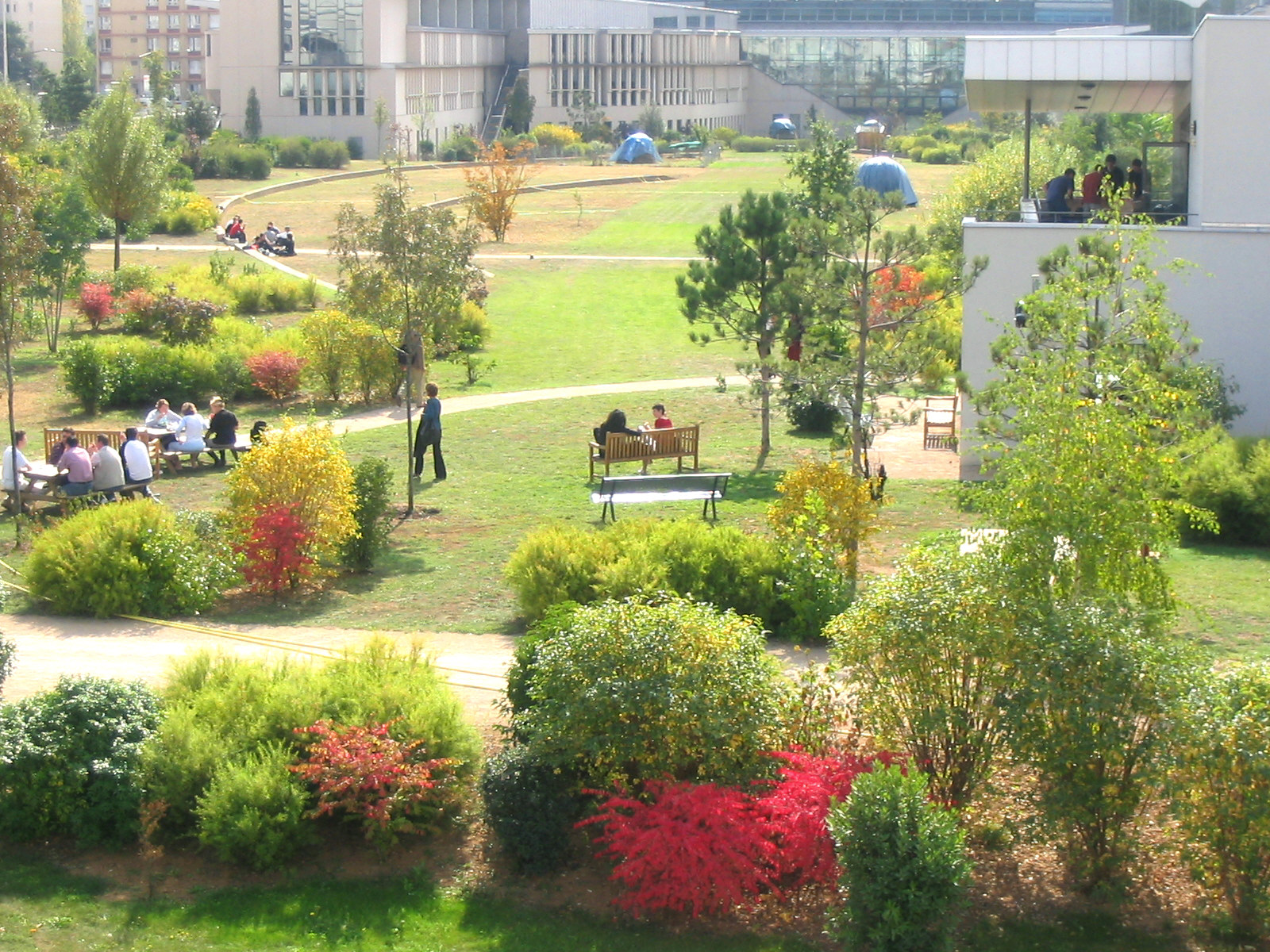
Vue du jardin du campus Descartes (Lettres et Sciences Humaines) avec, en arrière-plan, la Bibliothèque Diderot.

Le « jardin évolutif » est une création-concept du paysagiste Gilles Clément, destinée à reproduire un écosystème viable et cohérent au sein du campus. Les nombreuses essences de plantes y évoluent ainsi librement, se déplaçant, se replantant et évoluant d'elles-mêmes, n'étant que partiellement aidées par l'équipe des jardiniers, l'ensemble étant entièrement auto-recyclé avec le minimum d'apports extérieurs : le foin fauché dans la « prairie » sert de désherbant, le compost produit sur place fournit l'engrais, et les différents animaux jouent tous un rôle dans ce micro-biotope. Les jardins de l'ENS sont célèbres aussi pour leur faune étonnamment riche pour un campus urbain, composée notamment de lapins, de nombreux hérissons, d'une mare à grenouilles, de trois ruches, de nichoirs à osmies et autres insectes, et d'un élevage prolifique de moutons de Soay, dont le bélier est considéré comme une des mascottes de l'école.

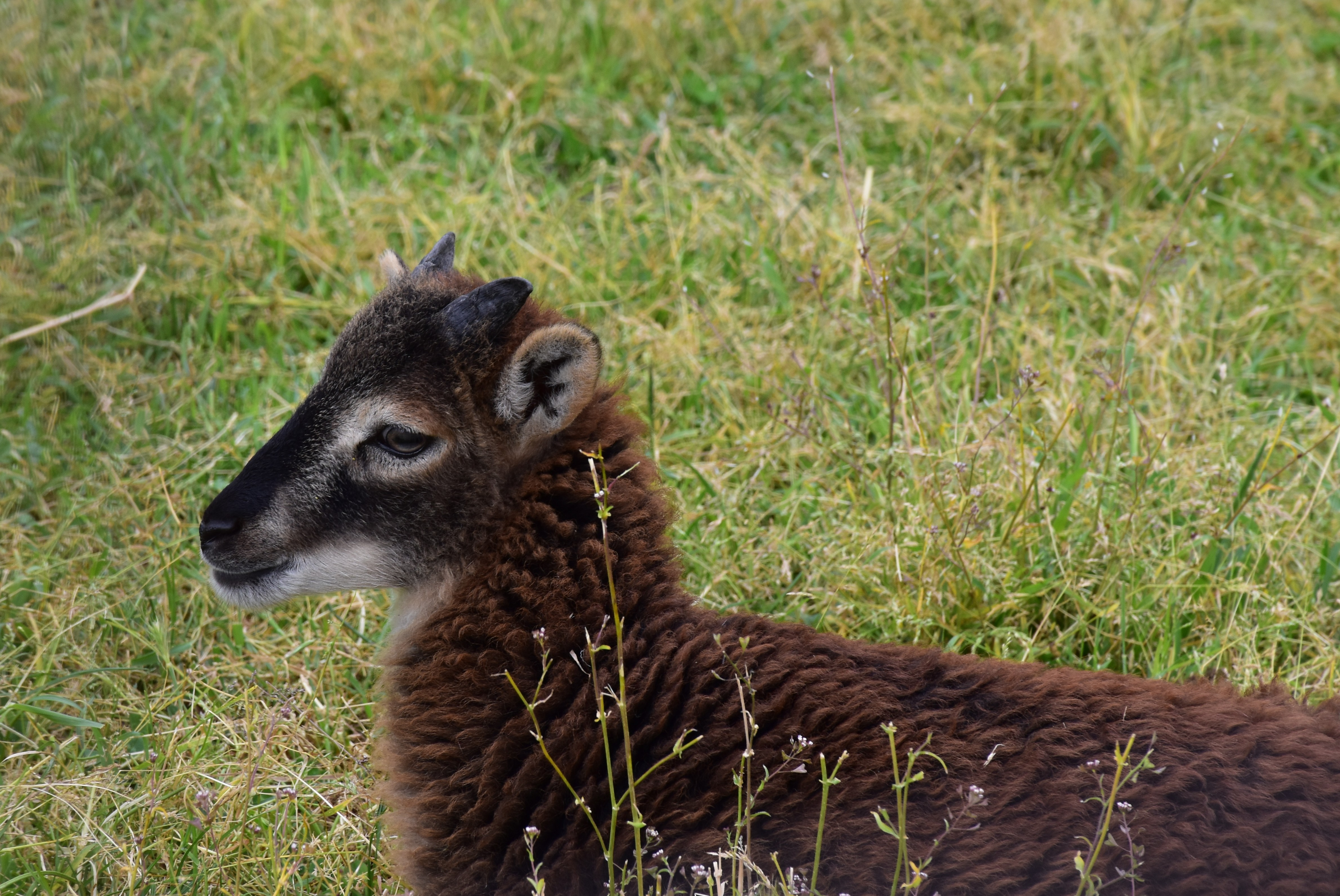
Jeune mouton de Soay du jardin de l'ENS, 25 mai 2025

L'architecte Bruno Gaudin est l'auteur de la Bibliothèque Diderot de Lyon (BDL). Trois bibliothèques la constituent initialement : la bibliothèque de l'École héritée l'École normale supérieure de Fontenay-Saint-Cloud, la bibliothèque de l'INRP (ayant le statut de CADIST Éducation) et la bibliothèque inter-universitaire de Lyon. Ces bibliothèques sont fusionnées en une seule dans les années 2010.
Le restaurant est aussi une réalisation de Bruno Gaudin. L'ensemble met en perspective le profil sud de la colline de Fourvière. L'architecture globale s'intègre avec son environnement direct par des hauteurs modestes et des dégagements sur des artères et des immeubles du quartier.
Ce site est desservi par la station de métro Debourg.

### Galerie

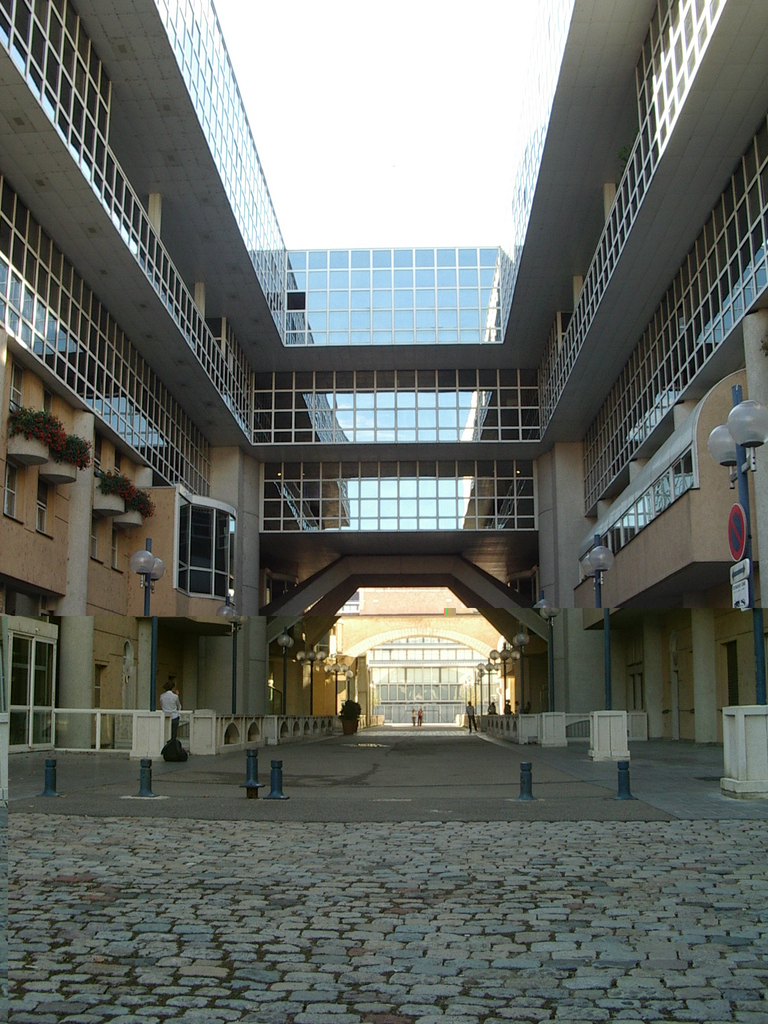
Entrée de l'ENS "Sciences" (campus Monod)
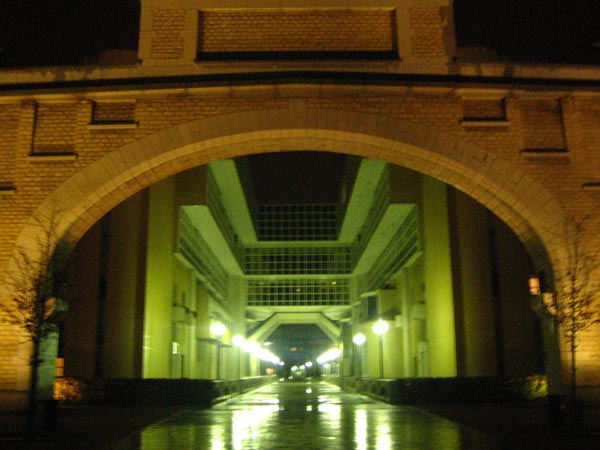
Vue opposée, de nuit
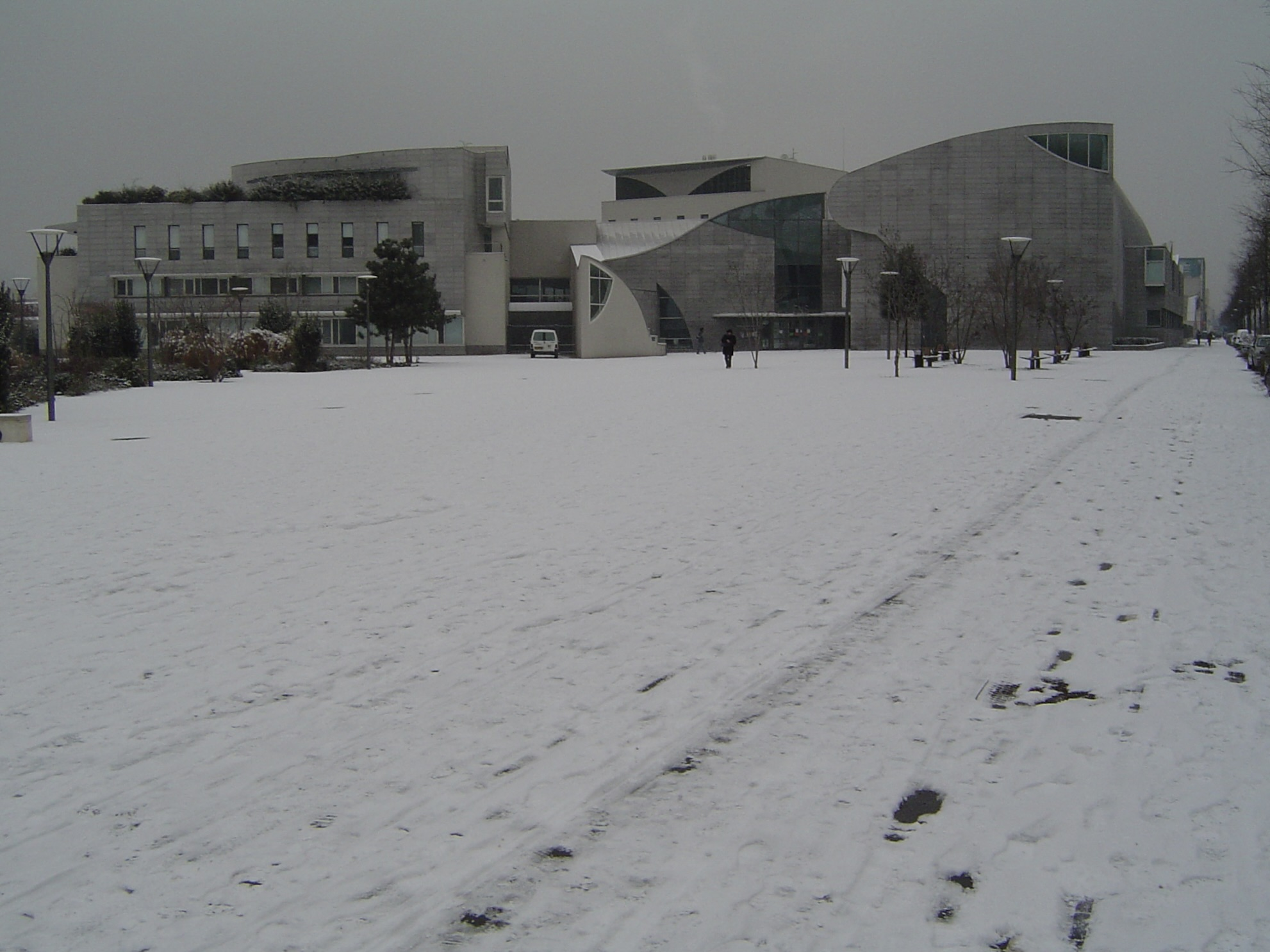
Le parvis Descartes sous la neige
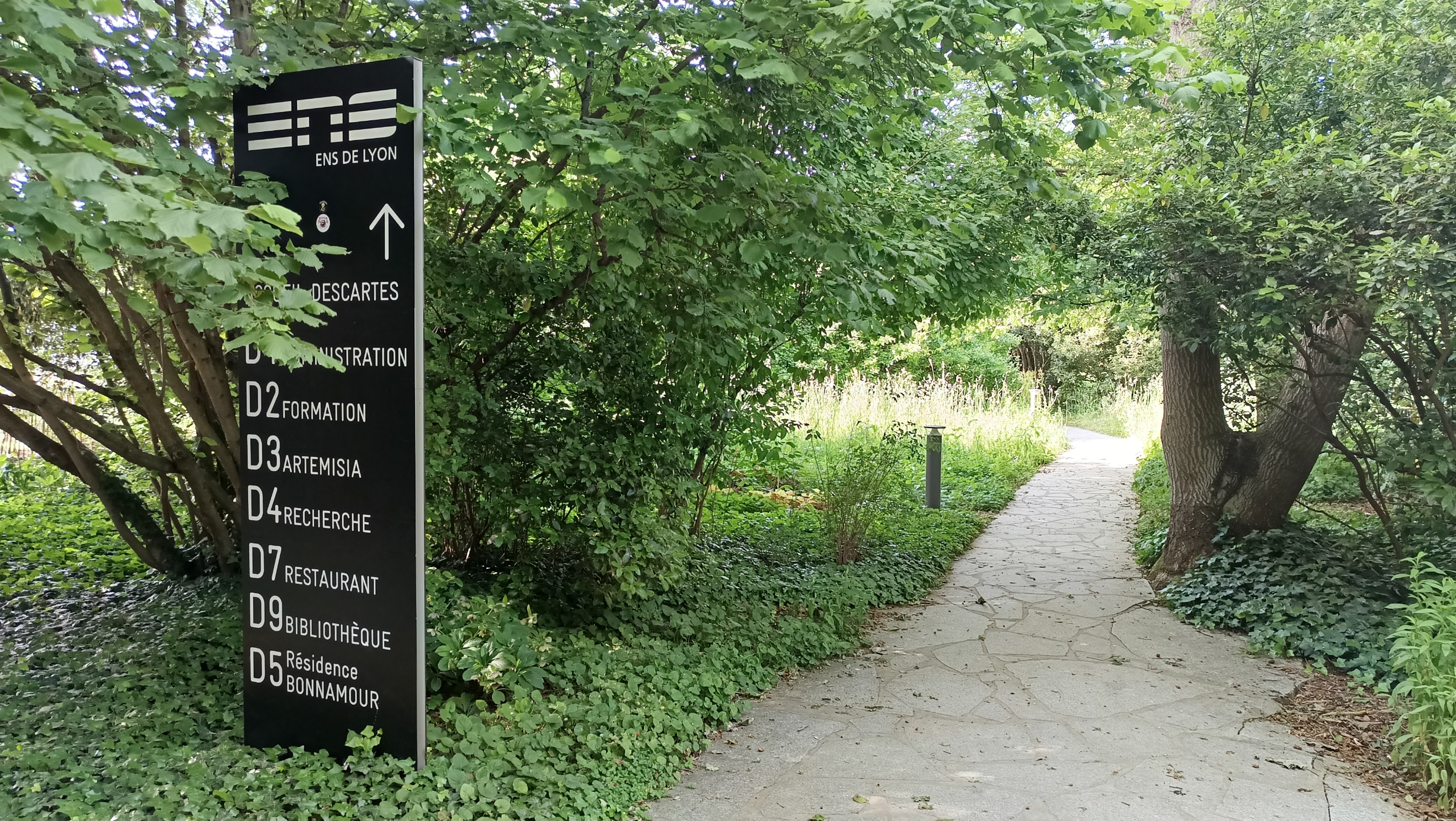
Panneau de signalisation dans le parc de l'ENS de Lyon - site Descartes.

### Perspectives
En 2006, l'ENS de Lyon ouvre un partenariat privilégié avec l'Université de Nice Sophia Antipolis consistant en la mise en place d'un cursus de 3 ans tout d'abord en informatique, puis en mathématiques, s'appuyant sur une L3 de l'ENS de Lyon suivie d'un master à l'Université de Nice Sophia Antipolis. Ce partenariat pourrait constituer le premier élément de la création d'une antenne de l'ENS de Lyon à Nice Sophia Antipolis.

## Logos

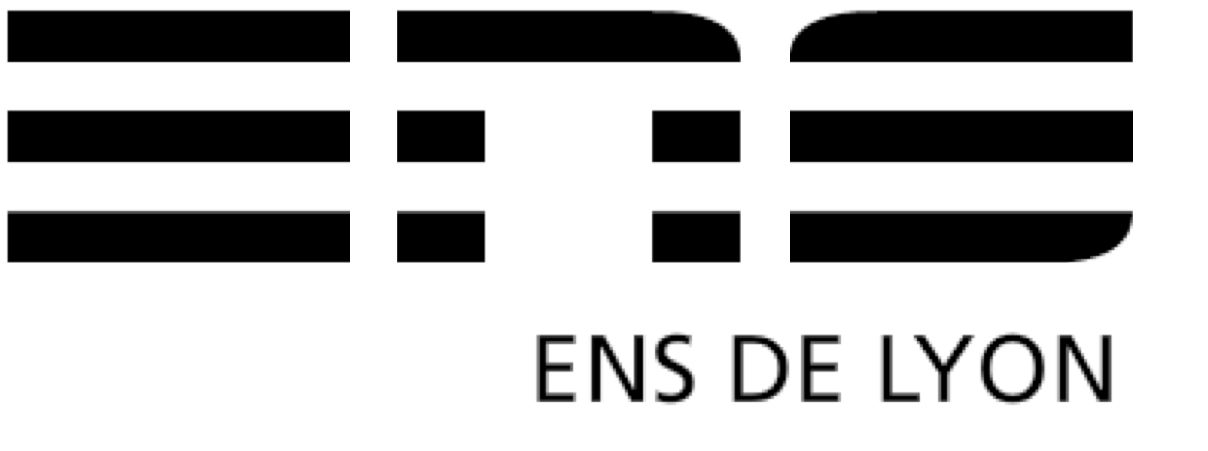
Logo de l'ENS de Lyon
Ancien logo de l'ENS-LSH

## Direction

### Gouvernance de l'École normale supérieure de Lyon avant 2010 (École uniquement scientifique)
Les directeurs qui se sont succédé sont :
- Guy Aubert : 1985-1994
- Jean Giraud : 1994-2000
- Bernard Bigot : 2000-2003
- Philippe Gillet : 2003-2007
- Jacques Samarut : 2007-2009

### Gouvernance de l'École normale supérieure de Lyon après 2010 (École de sciences et de sciences humaines)
Pendant trois ans, l'École a été administrée à la fois par un président et un directeur général.
- Janvier 2010 - juillet 2011
  - Directeur général : Olivier Faron
  - Président : Jacques Samarut
- Juillet 2011 - avril 2012
  - Président et directeur général par intérim : Jacques Samarut[71]
- Mai 2012 - août 2013
  - Directeur général : Olivier Faron
  - Président : Jacques Samarut
- Septembre - décembre 2013
  - Président et directeur général par intérim : Jacques Samarut

Depuis les statuts prenant effet au 1er janvier 2014, l'École n'a à sa tête qu'un président. Le président est assisté de vice-présidents qu'il nomme, du directeur de l'Institut français de l'éducation et d'un directeur général des services. Les présidents suivants ont été nommés :
- Jacques Samarut : janvier 2010 - juin 2014 ;
- Jean-François Pinton : juin 2014[72] - août 2022[73] ;
- Emmanuel Trizac : mai 2023[74].

Le 1er septembre 2022, Yanick Ricard est nommé administrateur provisoire par le ministère de l'enseignement supérieur et de la recherche à la suite de la démission de Jean-François Pinton,,. Il démissionne en mars 2023, puis est remplacé par Lamine Boubakar, administrateur provisoire jusqu'à la nomination d'Emmanuel Trizac le 24 mai 2023.
Depuis 2014, ont été successivement nommés vice-président de l'ENS de Lyon :
- Vice-présidence à la recherche :
  - Yanick Ricard, vice-président recherche de 2014 à 2020 ;
  - Thierry Dauxois, vice-président recherche de 2020 à 2021 ;
  - Teva Vernoux, vice-président recherche du 1er septembre au 31 décembre 2021 ;
  - Yanick Ricard, vice-président recherche du 1er janvier 2022 au 31 août 2022.
- Vice-présidence aux études :
  - Sylvie Martin, vice-présidente études de 2014 à 2021 ;
  - Emmanuelle Boulineau, vice-présidente études à partir du 1er septembre 2021 ;

### Conseil d'administration
Le conseil d'administration est composé du président et de 24 membres dont cinq personnalités qualifiées, françaises et étrangères, désignées par le Président de l'ENS de Lyon et d'un représentant de cinq institutions académiques partenaires choisies par le Président de l'ENS de Lyon. Le conseil compte également un représentant de la région Auvergne-Rhône-Alpes et un représentant de la Métropole de Lyon.

## Professeurs actuels et anciens
- Paul Arnould
- Pierre Barbéris
- Jean-Louis Biget
- Bernard Bigot
- Jean-Paul Brighelli
- Laurent Carraro
- Paul Celan
- Camille Cornand
- Jacques Cortès
- Michel Cosnard
- Daniel Coste
- Claude Danthony
- Éric de Chassey
- Jean-Toussaint Desanti
- Christine Détrez
- Albert Fathi
- Stéphan Fauve
- Thierry Frémaux (associé)
- Philippe Gillet
- Jean-Marie Gleize
- Georges Gougenheim
- Sylvain Gouguenheim
- Henri Gouhier[80]
- Édouard Goursat
- Étienne Ghys
- Jean-Pierre Hansen
- Hédi Kaddour
- Bernard Lahire
- Pierre Lescanne
- Jean-Noël Luc
- Michel Lussault
- Alexandre Matheron
- Hélène Miard-Delacroix
- Christiane Marchello-Nizia
- Pierre-Francois Moreau
- Edmond Perrier[81]
- Jean-Luc Pinol
- Mathieu Potte-Bonneville
- Sylvie Ramond (associée)
- Emmanuel Renault
- Violette Rey
- Paul Rivenc
- Jean-Loup Rivière
- Daniel Roche
- Anne Sauvagnargues
- Laure Saint-Raymond
- Jean-Claude Sikorav
- Denis Serre
- Cédric Villani
- Yves Winkin
- Pablo Jensen

## Élèves
Normaliens issus de l'ENS de Lyon (ou de son prédécesseur l'ENS de Fontenay-Saint-Cloud), dans l'ordre chronologique des promotions :

### Écrivains, philosophes, historiens, géographes

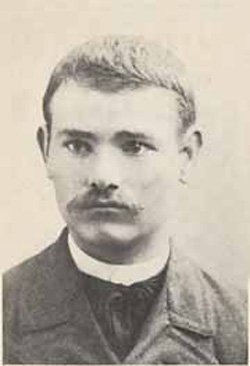
Albert Thierry, écrivain

- Maximilien Sorre (1899), géographe
- Albert Thierry (1900), écrivain et théoricien de l'éducation
- Jules Leroux (1905), romancier, poète
- Jean Sarrailh (1911), historien
- Raymond Bayer (1919), philosophe de l'esthétique
- Georges Hyvernaud (1922), poète
- Jean Amrouche (1925), poète et écrivain

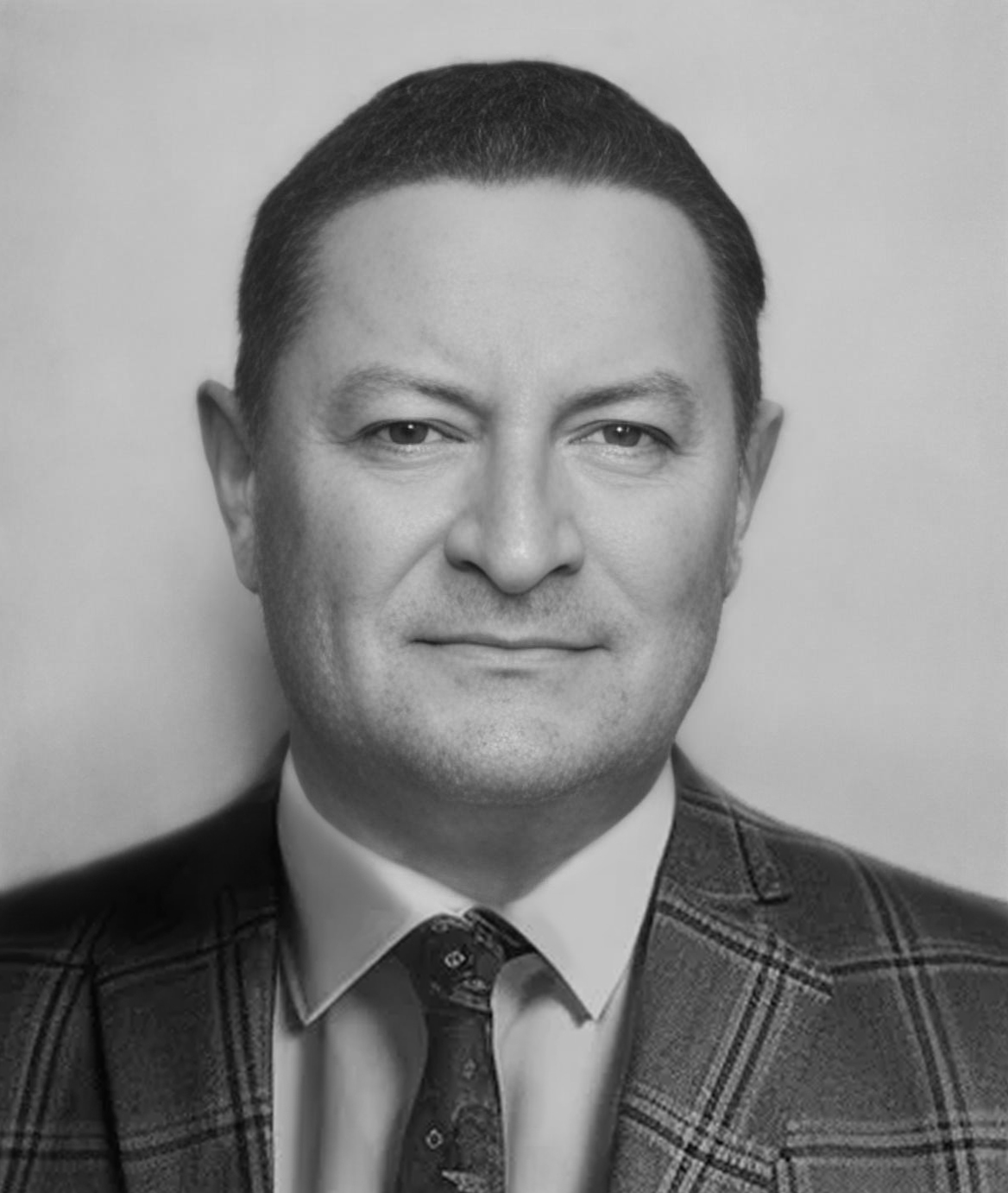
Maurice Fombeure, poète, écrivain

- Maurice Fombeure (1929), poète et écrivain
- Marc Blancpain (1930), romancier, président de l'Alliance française
- Yvan Audouard (1934), romancier
- Pierre Goubert (1935), historien
- André Bazin (1938), critique et théoricien du cinéma, fondateur des Cahiers du cinéma
- Georges Jean (1941), poète
- Jacques Dupâquier (1942), ancien directeur d'études à l'EHESS
- Pierre Barbéris (1946), critique littéraire
- Jean Jacquart (1947), historien
- Jean-Louis Biget, historien
- Armand Frémont, géographe
- Joseph Pérez, historien hispanisant, directeur de la Casa de Velázquez
- Jean-Claude Carrière (1953), écrivain, scénariste et metteur en scène
- Michel Vovelle (1953), historien
- Maurice Godelier (1955), anthropologue
- Daniel Roche (1956), historien, ancien professeur au Collège de France et directeur d'études à l'EHESS
- André Glucksmann (1957), philosophe et écrivain
- Jean-François Marquet, philosophe
- Michka Assayas (1958), journaliste, écrivain, animateur radio
- Daniel Coste (1959), linguiste
- François Laruelle (1959), philosophe

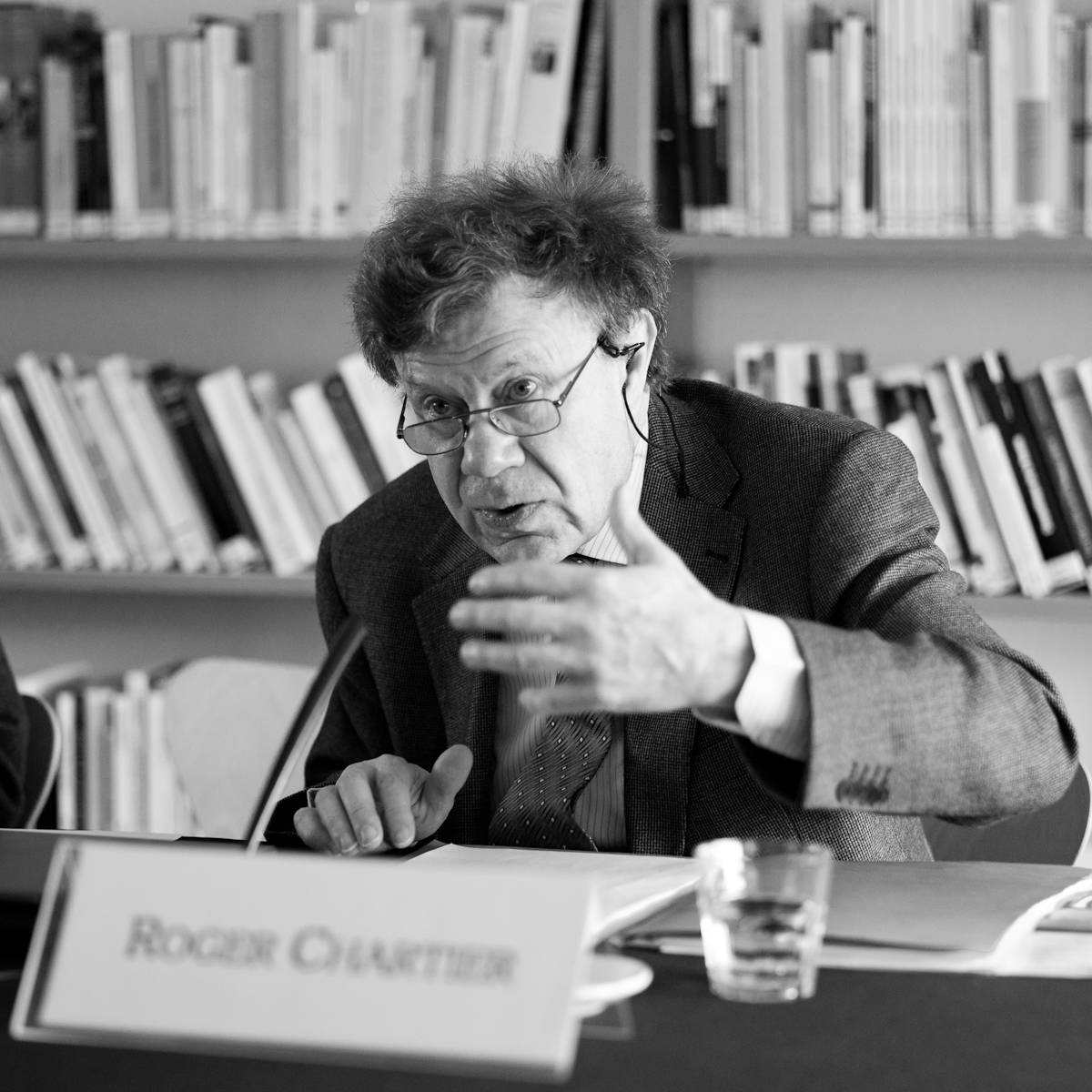
Roger Chartier, historien, professeur au Collège de France

- Louis Porcher (1959), sociologue, didacticien
- Marc Kravetz (1961), grand reporter
- Pascal Lainé (1962), écrivain (prix Goncourt 1974)
- Violette Rey (1963), géographe
- Roger Chartier (1964), historien, professeur au Collège de France et directeur d'études à l'EHESS
- Bernard Charlot (1965), pédagogue
- Yves Paccalet (1965), écrivain, journaliste, auteur de films TV et dessins animés, philosophe
- Jacques Darriulat (1966), philosophe
- Michel Lacroix (1966), philosophe
- Jacques Gaillard, écrivain et latiniste
- Jean-Marie Gleize, critique littéraire et poète

- Paul Fournel (1968), romancier

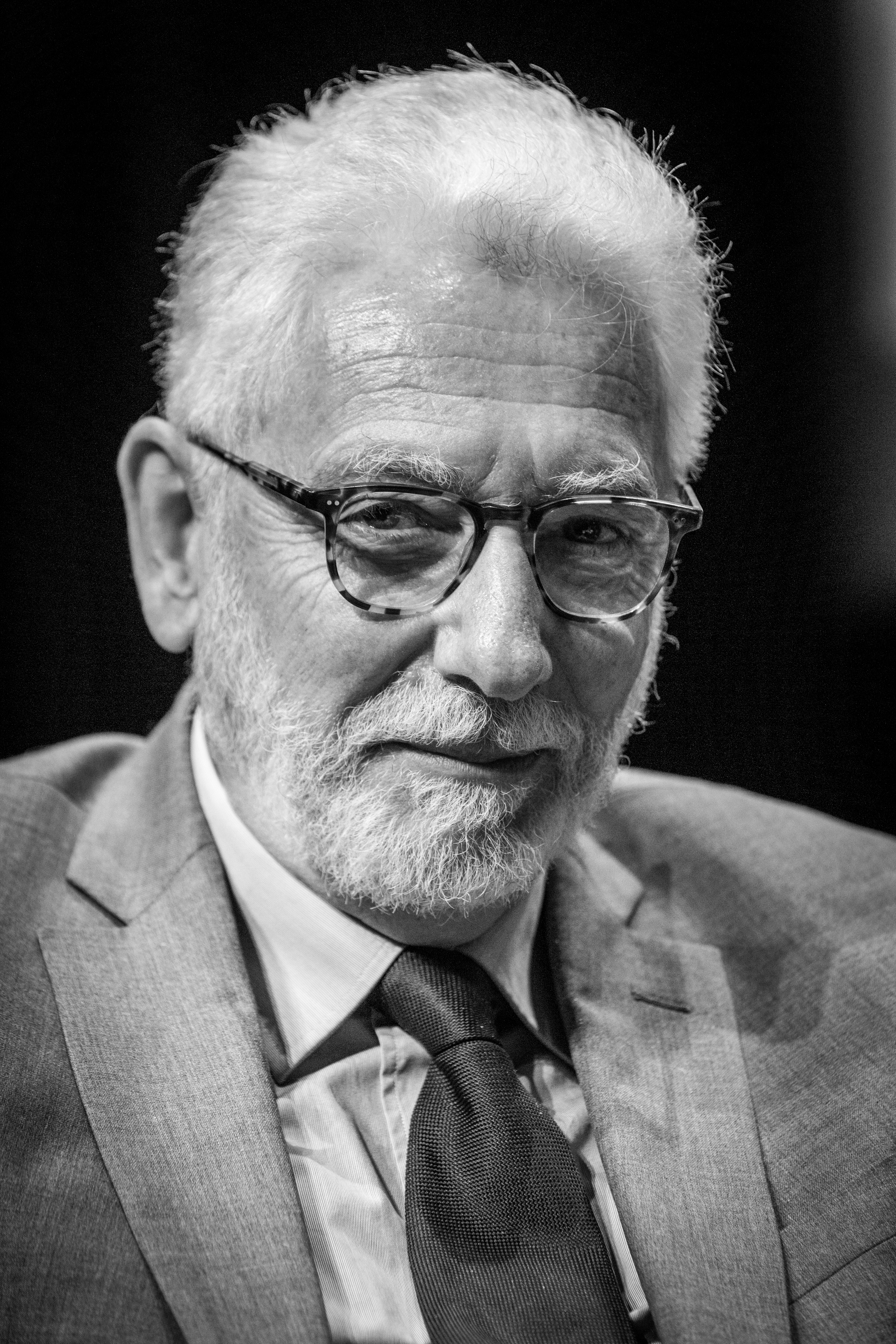
Philippe Descola, anthropologue, professeur au Collège de France.

- Gérard Miller (1968), psychanalyste et chroniqueur TV
- Pierre Bergounioux (1969), écrivain
- Alain Finkielkraut (1969), philosophe et écrivain
- Roger-Pol Droit (1969), philosophe, journaliste
- Philippe Descola (1970), professeur au Collège de France et directeur d'études à l'EHESS
- Geneviève Brisac (1971), romancière, prix Femina
- Jacques Chiffoleau (1971), historien, ancien membre de l'Institut universitaire de France, directeur d'études à l'EHESS
- Olivier Cohen, éditeur
- Paul-Laurent Assoun, psychanalyste
- Maryse Marpsat, sociologue, statisticienne
- Mikael Madeg, écrivain
- Joël Cornette (1971), historien
- Pierre Cosme, historien, ancien membre de l'École française de Rome
- Bernard Cottret (1971), angliciste
- Jean-Paul Brighelli (1972), essayiste
- Michel Forsé (1973), sociologue
- Jean-Michel Maulpoix (1973), poète
- Françoise Thébaud, historienne
- Henry Rousso (1974), historien
- François Cusset, historien
- Antoine de Baecque, historien, critique de cinéma
- Bertrand Vergely, philosophe, théologien
- Pierre-Marc de Biasi (1976), plasticien, critique littéraire
- Yves Le Pestipon, poète
- Jean Viviès (1977)
- Jean-Philippe Arrou-Vignod, écrivain
- Henri Enjalbert, géographe

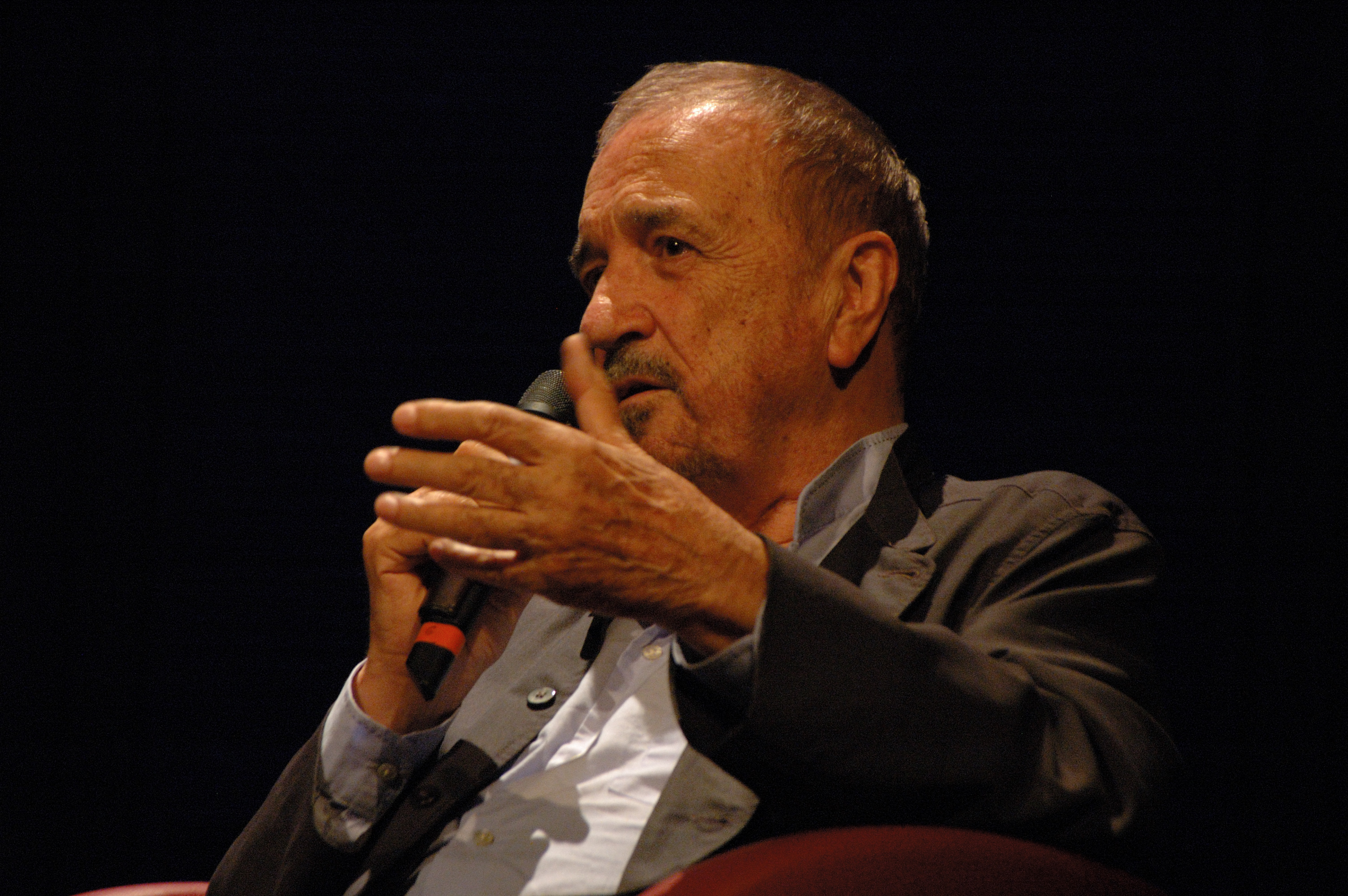
Jean-Claude Carrière, metteur en scène, écrivain, scénariste

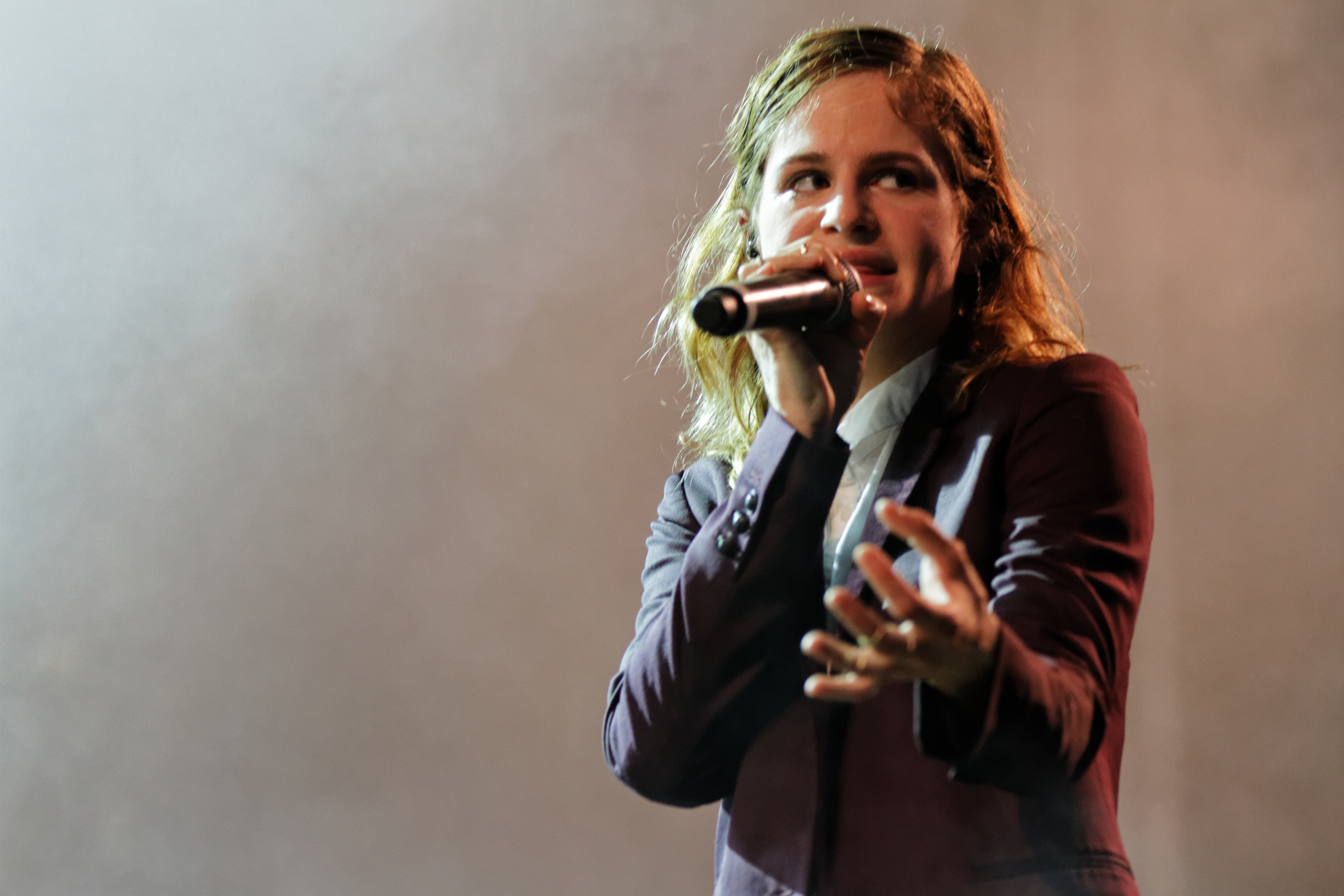
La chanteuse Héloïse Letissier, alias Christine and the Queens.

- René Gilson, cinéaste, critique de cinéma
- Jean-François Kervégan, philosophe, professeur à Paris 1, membre de l'Institut universitaire de France
- Yves Krumenacker, historien, membre de l'Institut universitaire de France
- Jean-Noël Luc, historien
- Francis Marmande, critique littéraire, journaliste
- Jean-François Muracciole, historien
- Maurice Nadeau, critique littéraire, éditeur, fondateur de la Quinzaine littéraire
- Philippe Nemo, philosophe
- Guy Pedroncini, historien
- Christian Renoux, historien
- Roger Thabault, historien
- Nicolas Werth, historien
- Laurent Flieder (1978), critique littéraire
- Philippe Jansen (1978), historien
- Bruno Laurioux (1979), historien
- Catherine Malabou, philosophe
- Frédéric Boyer, écrivain, traducteur
- Olivier Faron (1980), historien, ancien directeur de l'ENS de Lyon
- Divina Frau-Meigs (1980), chercheuse en sciences de l'information
- Jean Garrigues (1980), historien
- Marc Welinski (1980), homme d'audiovisuel et romancier
- Hélène Miard-Delacroix (1980), germaniste et historienne
- Olivier Wieviorka (1980), historien, membre de l'Institut universitaire de France
- Olivier Christin (1981) historien moderniste
- Vincent Michelot (1981), spécialiste de l'histoire des États-Unis, directeur de Sciences Po Lyon
- Philippe Minard (1981), historien
- Hadrien Laroche (1984), philosophe
- Patrick Boucheron (1985), historien, ancien membre de l'Institut universitaire de France
- Philippe Beck (1984), poète
- Paul Dietschy (1985), historien
- Sabine Dullin (1986), historienne
- Pap Ndiaye (1986), historien
- Christine Marcandier, critique littéraire
- Stéphane Haber, philosophe
- Franck Fischbach, philosophe
- Emmanuel de Waresquiel, historien
- Louis Pinto, sociologue
- Rebecca Zlotowski, réalisatrice
- Jérôme Dupuis, journaliste
- Blandine Le Callet, romancière
- Laurent Martin (1989), historien
- Muriel Barbery (1990), écrivain
- Florian Mazel (1991), historien
- Nicolas Demorand (1992), journaliste, ancien directeur de la publication et de la rédaction de Libération
- Marie-Sophie Masse (1992), germaniste, linguiste
- Vincent Ferré (1994), critique littéraire
- Mazarine Pingeot (1994), écrivaine, fille de François Mitterrand
- Jul (1995), auteur de bande dessinée
- Guillaume Sibertin-Blanc (1998), philosophe
- Augustin Trapenard, critique littéraire, journaliste
- Hourya Bentouhami, philosophe
- Jérémie Brassac (2001), romancier sous le pseudonyme Emmanuel Ruben
- Adèle Van Reeth (2005), philosophe, productrice de radio
- Victor Pouchet (2008), écrivain, critique littéraire
- Héloïse Letissier, alias Christine and the Queens (2008), chanteuse
- Salma El Moumni, écrivaine marocaine

### Sciences exactes

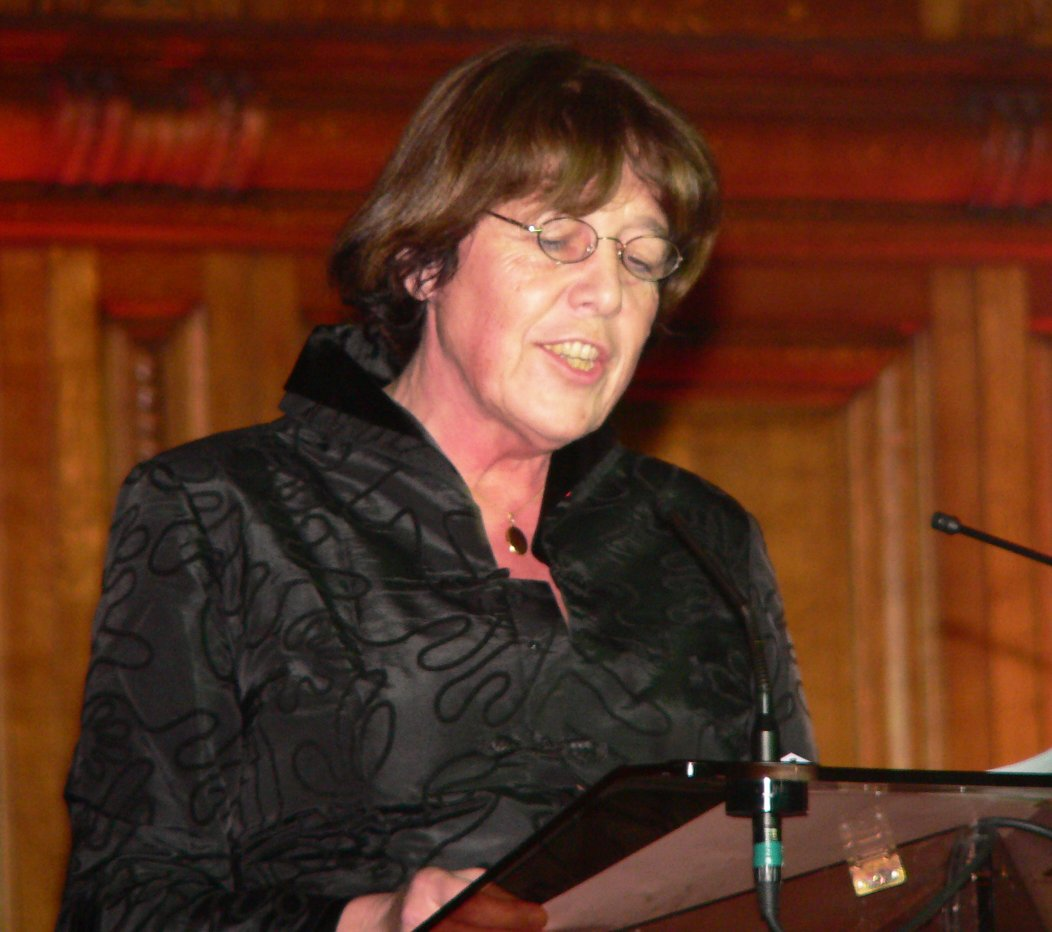
Catherine Bréchignac, physicienne, ancienne présidente du CNRS

- Charles Joseph Gravier (1885), membre de l'Académie des Sciences
- Eugène Louis Bouvier (1882), membre de l'Académie des Sciences
- Charles Victor Mauguin (1902), membre de l'Académie des Sciences
- Jean-Baptiste Laval (1923), membre de l'Académie des Sciences
- René Taton (1925), mathématicien, historien des sciences
- Gabriel Gohau (1955), géologue
- Jean Aubouin (1958), membre de l'Académie des Sciences
- Claude Hélène (1958), membre de l'Académie des Sciences
- Gérard Nissim Amzallag, biologiste
- René Blanchet (1960), membre de l'Académie des Sciences
- Michel Davier (1961), membre de l'Académie des Sciences
- Pascal Colombani (1965), physicien, industriel, administrateur général du CEA, président fondateur d'Areva et président d'honneur de Valeo
- Jacques Prost (1965), physicien, directeur de l'ESPCI ParisTech, membre de l'Académie des Sciences
- Jean-Yves Girard (1966), mathématicien, membre de l'Académie des Sciences
- Michel Broué (1966), mathématicien
- Catherine Bréchignac (1967), membre de l'Académie des Sciences, ancienne présidente du CNRS
- Georges Calas (1968), professeur au Collège de France (chaire « Développement durable »)
- Bernard Bigot (1970), chimiste, directeur de l'école (2000-2003), administrateur général du CEA
- Albert Fathi (1971), mathématicien
- Étienne Ghys (1974), mathématicien, membre de l'Académie des Sciences
- Denis Serre (1974), mathématicien
- Jean-Marie Hullot (1974), informaticien, créateur de logiciels pour Macintosh, NeXTSTEP et Mac OS X, inspirateur de l'iPhone
- Thérèse Encrenaz (1975), astrophysicienne
- Stéphan Fauve (1976), physicien, membre de l'Académie des Sciences
- Anne L'Huillier (1977), physicienne, membre de l'Académie des Sciences de Suède, prix Nobel de physique 2023
- Clément Mouhot (1998), mathématicien
- Claire Giry (1989), biologiste, nommée directrice générale de l'Inserm en 2017
- David Louapre (1998), docteur en physique et vulgarisateur, créateur de la chaîne YouTube Science étonnante
- Ludovic Orlando (2006), biologiste, paléogénéticien, chercheur.

### Personnalités politiques
- Georges Petit (1919), conseiller
- Félix Bouffandeau, député radical

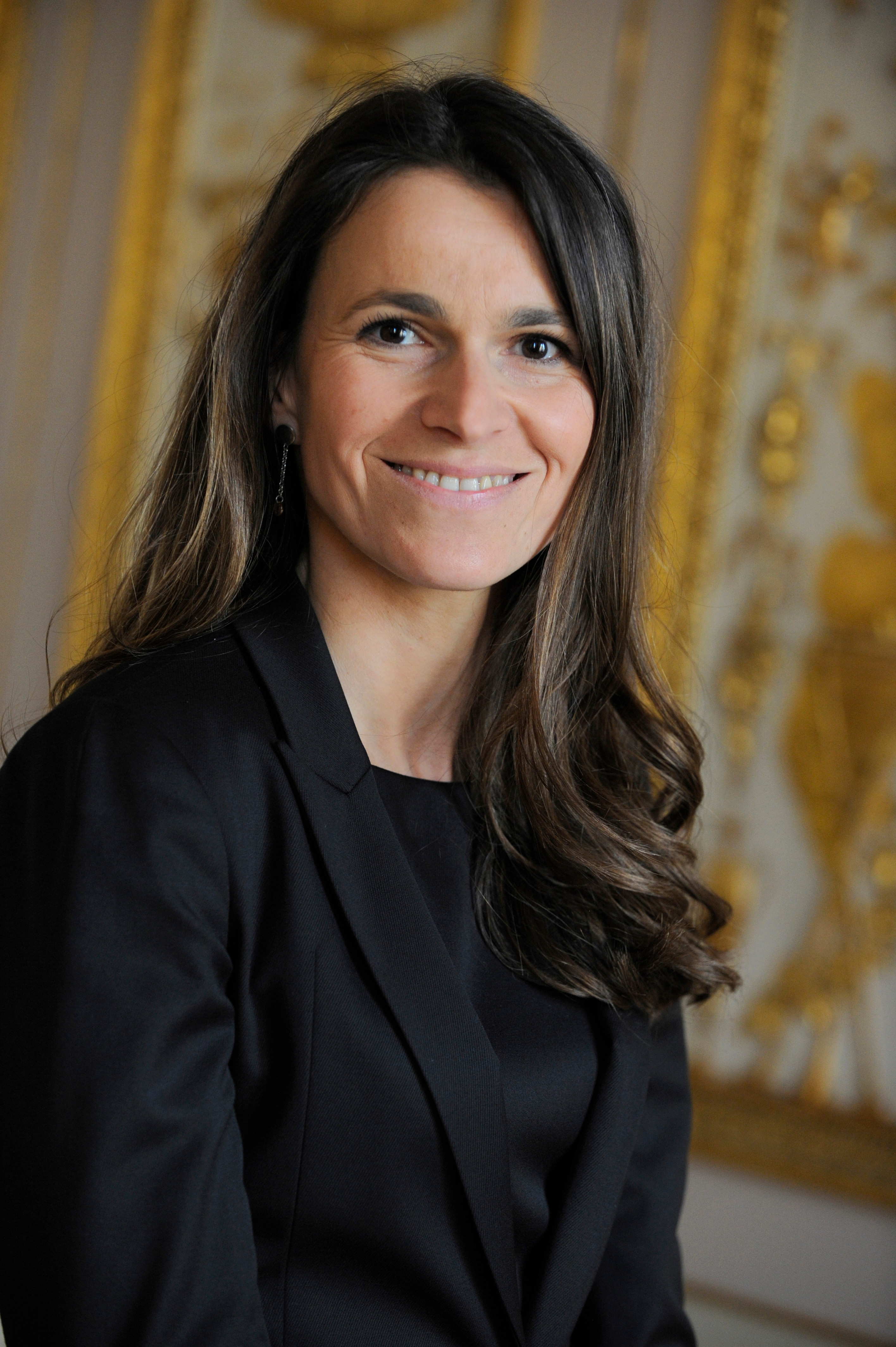
Aurélie Filippetti, ministre de la Culture et de la Communication du 16 mai 2012 au 25 août 2014.

- Pierre Brizon, homme de presse et député socialiste
- Alain Devaquet (1962), ministre, chimiste
- Georges Lemoine (1956), ministre, germaniste
- Jean-Michel Gaillard (1966), haut fonctionnaire
- Jean-Pierre Sueur (1966), sénateur, linguiste
- Christian Eckert, secrétaire d'État
- Noël Josèphe
- Marcel-Edmond Naegelen, ministre
- Omar Blondin Diop, figure de l'opposition sénégalaise
- Marceau Pivert, syndicaliste révolutionnaire, fondateur du PSOP
- Michèle Rivasi (1973), ancienne députée, fondatrice de la CRIIRAD et présidente du Centre de recherche et d'information indépendantes sur les rayonnements électromagnétiques
- Oumar Tatam Ly, Premier ministre du Mali
- David Kessler (1977), haut fonctionnaire
- Éric Danon (1977), ambassadeur
- Daniel Vincent, ministre, député, sénateur
- Daniel Bensaïd, philosophe et militant trotskyste
- Georges Vidalenc, syndicaliste
- Aurélie Filippetti, députée, ancienne ministre de la Culture
- Daniel Keller, chef d'entreprise, grand maître du Grand Orient de France
- Hakim El Karoui, essayiste et consultant
- Pap Ndiaye, ministre de l'Éducation
- Matthias Fekl, ministre
- Emmanuel Chiva, directeur de l'Agence de l'innovation de défense
- Arthur Delaporte, député